# Капан (шахмат)
„Капан“ в шахмата в тесния смисъл на думата е тактически метод, който чрез затваряне, примамка или нападение води „хванатата“ страна до неизбежна загуба на фигура. Обикновено в „капан“ попада тежка фигура (царица или топ), тъй като за неговото създаване като правило трябват леки фигури (офицер и кон): Капан на Ласкер, Капан на Рубинщайн, Капан на Фаярович.
В широк смисъл на думата „капан“ се наричат примамки с комбинации, които водят и до други изгоди като позиционно предимство, разбиване на позицията или мат: Капан на Легал, Капан „Ноев ковчег“, Сибирски капан, Капан „Кеймбридж Спрингс“, Капан „Блекбърн Шилинг“, Капан „Енглунд Гамбит“, Капан „Въдица“, Капан на Вюрцбургер, Капан на Монтичели, Капан на Тараш, Капан на Маршал.

## Примери
В позицията на диаграма 1 черната дама излиза невнимателно и е затворена в капан:
38... Дh5? 39.g6+!
Ако 39... Цg8?? 40. Цg3 ~ 41.Оd1 и черната дама се губи за офицер. За да я спасят, черните са принудени да жертват коня за пешка 39... K:g6 и затова се предават.  
|   | a | b | c | d | e | f | g | h |   |
| 8 | черна дама на бяло поле e8 · черен кон на черно поле f8 · черна пешка на черно поле a7 · черна пешка на бяло поле b7 · черна пешка на черно поле g7 · черен цар на бяло поле h7 · черен кон на черно поле b6 · черна пешка на черно поле d6 · черна пешка на черно поле f6 · черна пешка на черно поле h6 · черна пешка на черно поле c5 · бяла пешка на бяло поле d5 · бяла пешка на бяло поле f5 · бяла пешка на черно поле g5 · бяла пешка на бяло поле c4 · бяла пешка на черно поле f4 · бяла пешка на черно поле h4 · бяла пешка на черно поле a3 · бяла пешка на черно поле c3 · бяла дама на бяло поле d3 · бял офицер на бяло поле c2 · бял цар на черно поле f2 · бял офицер на черно поле c1 | черна дама на бяло поле e8 · черен кон на черно поле f8 · черна пешка на черно поле a7 · черна пешка на бяло поле b7 · черна пешка на черно поле g7 · черен цар на бяло поле h7 · черен кон на черно поле b6 · черна пешка на черно поле d6 · черна пешка на черно поле f6 · черна пешка на черно поле h6 · черна пешка на черно поле c5 · бяла пешка на бяло поле d5 · бяла пешка на бяло поле f5 · бяла пешка на черно поле g5 · бяла пешка на бяло поле c4 · бяла пешка на черно поле f4 · бяла пешка на черно поле h4 · бяла пешка на черно поле a3 · бяла пешка на черно поле c3 · бяла дама на бяло поле d3 · бял офицер на бяло поле c2 · бял цар на черно поле f2 · бял офицер на черно поле c1 | черна дама на бяло поле e8 · черен кон на черно поле f8 · черна пешка на черно поле a7 · черна пешка на бяло поле b7 · черна пешка на черно поле g7 · черен цар на бяло поле h7 · черен кон на черно поле b6 · черна пешка на черно поле d6 · черна пешка на черно поле f6 · черна пешка на черно поле h6 · черна пешка на черно поле c5 · бяла пешка на бяло поле d5 · бяла пешка на бяло поле f5 · бяла пешка на черно поле g5 · бяла пешка на бяло поле c4 · бяла пешка на черно поле f4 · бяла пешка на черно поле h4 · бяла пешка на черно поле a3 · бяла пешка на черно поле c3 · бяла дама на бяло поле d3 · бял офицер на бяло поле c2 · бял цар на черно поле f2 · бял офицер на черно поле c1 | черна дама на бяло поле e8 · черен кон на черно поле f8 · черна пешка на черно поле a7 · черна пешка на бяло поле b7 · черна пешка на черно поле g7 · черен цар на бяло поле h7 · черен кон на черно поле b6 · черна пешка на черно поле d6 · черна пешка на черно поле f6 · черна пешка на черно поле h6 · черна пешка на черно поле c5 · бяла пешка на бяло поле d5 · бяла пешка на бяло поле f5 · бяла пешка на черно поле g5 · бяла пешка на бяло поле c4 · бяла пешка на черно поле f4 · бяла пешка на черно поле h4 · бяла пешка на черно поле a3 · бяла пешка на черно поле c3 · бяла дама на бяло поле d3 · бял офицер на бяло поле c2 · бял цар на черно поле f2 · бял офицер на черно поле c1 | черна дама на бяло поле e8 · черен кон на черно поле f8 · черна пешка на черно поле a7 · черна пешка на бяло поле b7 · черна пешка на черно поле g7 · черен цар на бяло поле h7 · черен кон на черно поле b6 · черна пешка на черно поле d6 · черна пешка на черно поле f6 · черна пешка на черно поле h6 · черна пешка на черно поле c5 · бяла пешка на бяло поле d5 · бяла пешка на бяло поле f5 · бяла пешка на черно поле g5 · бяла пешка на бяло поле c4 · бяла пешка на черно поле f4 · бяла пешка на черно поле h4 · бяла пешка на черно поле a3 · бяла пешка на черно поле c3 · бяла дама на бяло поле d3 · бял офицер на бяло поле c2 · бял цар на черно поле f2 · бял офицер на черно поле c1 | черна дама на бяло поле e8 · черен кон на черно поле f8 · черна пешка на черно поле a7 · черна пешка на бяло поле b7 · черна пешка на черно поле g7 · черен цар на бяло поле h7 · черен кон на черно поле b6 · черна пешка на черно поле d6 · черна пешка на черно поле f6 · черна пешка на черно поле h6 · черна пешка на черно поле c5 · бяла пешка на бяло поле d5 · бяла пешка на бяло поле f5 · бяла пешка на черно поле g5 · бяла пешка на бяло поле c4 · бяла пешка на черно поле f4 · бяла пешка на черно поле h4 · бяла пешка на черно поле a3 · бяла пешка на черно поле c3 · бяла дама на бяло поле d3 · бял офицер на бяло поле c2 · бял цар на черно поле f2 · бял офицер на черно поле c1 | черна дама на бяло поле e8 · черен кон на черно поле f8 · черна пешка на черно поле a7 · черна пешка на бяло поле b7 · черна пешка на черно поле g7 · черен цар на бяло поле h7 · черен кон на черно поле b6 · черна пешка на черно поле d6 · черна пешка на черно поле f6 · черна пешка на черно поле h6 · черна пешка на черно поле c5 · бяла пешка на бяло поле d5 · бяла пешка на бяло поле f5 · бяла пешка на черно поле g5 · бяла пешка на бяло поле c4 · бяла пешка на черно поле f4 · бяла пешка на черно поле h4 · бяла пешка на черно поле a3 · бяла пешка на черно поле c3 · бяла дама на бяло поле d3 · бял офицер на бяло поле c2 · бял цар на черно поле f2 · бял офицер на черно поле c1 | черна дама на бяло поле e8 · черен кон на черно поле f8 · черна пешка на черно поле a7 · черна пешка на бяло поле b7 · черна пешка на черно поле g7 · черен цар на бяло поле h7 · черен кон на черно поле b6 · черна пешка на черно поле d6 · черна пешка на черно поле f6 · черна пешка на черно поле h6 · черна пешка на черно поле c5 · бяла пешка на бяло поле d5 · бяла пешка на бяло поле f5 · бяла пешка на черно поле g5 · бяла пешка на бяло поле c4 · бяла пешка на черно поле f4 · бяла пешка на черно поле h4 · бяла пешка на черно поле a3 · бяла пешка на черно поле c3 · бяла дама на бяло поле d3 · бял офицер на бяло поле c2 · бял цар на черно поле f2 · бял офицер на черно поле c1 | 8 |
| 7 | черна дама на бяло поле e8 · черен кон на черно поле f8 · черна пешка на черно поле a7 · черна пешка на бяло поле b7 · черна пешка на черно поле g7 · черен цар на бяло поле h7 · черен кон на черно поле b6 · черна пешка на черно поле d6 · черна пешка на черно поле f6 · черна пешка на черно поле h6 · черна пешка на черно поле c5 · бяла пешка на бяло поле d5 · бяла пешка на бяло поле f5 · бяла пешка на черно поле g5 · бяла пешка на бяло поле c4 · бяла пешка на черно поле f4 · бяла пешка на черно поле h4 · бяла пешка на черно поле a3 · бяла пешка на черно поле c3 · бяла дама на бяло поле d3 · бял офицер на бяло поле c2 · бял цар на черно поле f2 · бял офицер на черно поле c1 | черна дама на бяло поле e8 · черен кон на черно поле f8 · черна пешка на черно поле a7 · черна пешка на бяло поле b7 · черна пешка на черно поле g7 · черен цар на бяло поле h7 · черен кон на черно поле b6 · черна пешка на черно поле d6 · черна пешка на черно поле f6 · черна пешка на черно поле h6 · черна пешка на черно поле c5 · бяла пешка на бяло поле d5 · бяла пешка на бяло поле f5 · бяла пешка на черно поле g5 · бяла пешка на бяло поле c4 · бяла пешка на черно поле f4 · бяла пешка на черно поле h4 · бяла пешка на черно поле a3 · бяла пешка на черно поле c3 · бяла дама на бяло поле d3 · бял офицер на бяло поле c2 · бял цар на черно поле f2 · бял офицер на черно поле c1 | черна дама на бяло поле e8 · черен кон на черно поле f8 · черна пешка на черно поле a7 · черна пешка на бяло поле b7 · черна пешка на черно поле g7 · черен цар на бяло поле h7 · черен кон на черно поле b6 · черна пешка на черно поле d6 · черна пешка на черно поле f6 · черна пешка на черно поле h6 · черна пешка на черно поле c5 · бяла пешка на бяло поле d5 · бяла пешка на бяло поле f5 · бяла пешка на черно поле g5 · бяла пешка на бяло поле c4 · бяла пешка на черно поле f4 · бяла пешка на черно поле h4 · бяла пешка на черно поле a3 · бяла пешка на черно поле c3 · бяла дама на бяло поле d3 · бял офицер на бяло поле c2 · бял цар на черно поле f2 · бял офицер на черно поле c1 | черна дама на бяло поле e8 · черен кон на черно поле f8 · черна пешка на черно поле a7 · черна пешка на бяло поле b7 · черна пешка на черно поле g7 · черен цар на бяло поле h7 · черен кон на черно поле b6 · черна пешка на черно поле d6 · черна пешка на черно поле f6 · черна пешка на черно поле h6 · черна пешка на черно поле c5 · бяла пешка на бяло поле d5 · бяла пешка на бяло поле f5 · бяла пешка на черно поле g5 · бяла пешка на бяло поле c4 · бяла пешка на черно поле f4 · бяла пешка на черно поле h4 · бяла пешка на черно поле a3 · бяла пешка на черно поле c3 · бяла дама на бяло поле d3 · бял офицер на бяло поле c2 · бял цар на черно поле f2 · бял офицер на черно поле c1 | черна дама на бяло поле e8 · черен кон на черно поле f8 · черна пешка на черно поле a7 · черна пешка на бяло поле b7 · черна пешка на черно поле g7 · черен цар на бяло поле h7 · черен кон на черно поле b6 · черна пешка на черно поле d6 · черна пешка на черно поле f6 · черна пешка на черно поле h6 · черна пешка на черно поле c5 · бяла пешка на бяло поле d5 · бяла пешка на бяло поле f5 · бяла пешка на черно поле g5 · бяла пешка на бяло поле c4 · бяла пешка на черно поле f4 · бяла пешка на черно поле h4 · бяла пешка на черно поле a3 · бяла пешка на черно поле c3 · бяла дама на бяло поле d3 · бял офицер на бяло поле c2 · бял цар на черно поле f2 · бял офицер на черно поле c1 | черна дама на бяло поле e8 · черен кон на черно поле f8 · черна пешка на черно поле a7 · черна пешка на бяло поле b7 · черна пешка на черно поле g7 · черен цар на бяло поле h7 · черен кон на черно поле b6 · черна пешка на черно поле d6 · черна пешка на черно поле f6 · черна пешка на черно поле h6 · черна пешка на черно поле c5 · бяла пешка на бяло поле d5 · бяла пешка на бяло поле f5 · бяла пешка на черно поле g5 · бяла пешка на бяло поле c4 · бяла пешка на черно поле f4 · бяла пешка на черно поле h4 · бяла пешка на черно поле a3 · бяла пешка на черно поле c3 · бяла дама на бяло поле d3 · бял офицер на бяло поле c2 · бял цар на черно поле f2 · бял офицер на черно поле c1 | черна дама на бяло поле e8 · черен кон на черно поле f8 · черна пешка на черно поле a7 · черна пешка на бяло поле b7 · черна пешка на черно поле g7 · черен цар на бяло поле h7 · черен кон на черно поле b6 · черна пешка на черно поле d6 · черна пешка на черно поле f6 · черна пешка на черно поле h6 · черна пешка на черно поле c5 · бяла пешка на бяло поле d5 · бяла пешка на бяло поле f5 · бяла пешка на черно поле g5 · бяла пешка на бяло поле c4 · бяла пешка на черно поле f4 · бяла пешка на черно поле h4 · бяла пешка на черно поле a3 · бяла пешка на черно поле c3 · бяла дама на бяло поле d3 · бял офицер на бяло поле c2 · бял цар на черно поле f2 · бял офицер на черно поле c1 | черна дама на бяло поле e8 · черен кон на черно поле f8 · черна пешка на черно поле a7 · черна пешка на бяло поле b7 · черна пешка на черно поле g7 · черен цар на бяло поле h7 · черен кон на черно поле b6 · черна пешка на черно поле d6 · черна пешка на черно поле f6 · черна пешка на черно поле h6 · черна пешка на черно поле c5 · бяла пешка на бяло поле d5 · бяла пешка на бяло поле f5 · бяла пешка на черно поле g5 · бяла пешка на бяло поле c4 · бяла пешка на черно поле f4 · бяла пешка на черно поле h4 · бяла пешка на черно поле a3 · бяла пешка на черно поле c3 · бяла дама на бяло поле d3 · бял офицер на бяло поле c2 · бял цар на черно поле f2 · бял офицер на черно поле c1 | 7 |
| 6 | черна дама на бяло поле e8 · черен кон на черно поле f8 · черна пешка на черно поле a7 · черна пешка на бяло поле b7 · черна пешка на черно поле g7 · черен цар на бяло поле h7 · черен кон на черно поле b6 · черна пешка на черно поле d6 · черна пешка на черно поле f6 · черна пешка на черно поле h6 · черна пешка на черно поле c5 · бяла пешка на бяло поле d5 · бяла пешка на бяло поле f5 · бяла пешка на черно поле g5 · бяла пешка на бяло поле c4 · бяла пешка на черно поле f4 · бяла пешка на черно поле h4 · бяла пешка на черно поле a3 · бяла пешка на черно поле c3 · бяла дама на бяло поле d3 · бял офицер на бяло поле c2 · бял цар на черно поле f2 · бял офицер на черно поле c1 | черна дама на бяло поле e8 · черен кон на черно поле f8 · черна пешка на черно поле a7 · черна пешка на бяло поле b7 · черна пешка на черно поле g7 · черен цар на бяло поле h7 · черен кон на черно поле b6 · черна пешка на черно поле d6 · черна пешка на черно поле f6 · черна пешка на черно поле h6 · черна пешка на черно поле c5 · бяла пешка на бяло поле d5 · бяла пешка на бяло поле f5 · бяла пешка на черно поле g5 · бяла пешка на бяло поле c4 · бяла пешка на черно поле f4 · бяла пешка на черно поле h4 · бяла пешка на черно поле a3 · бяла пешка на черно поле c3 · бяла дама на бяло поле d3 · бял офицер на бяло поле c2 · бял цар на черно поле f2 · бял офицер на черно поле c1 | черна дама на бяло поле e8 · черен кон на черно поле f8 · черна пешка на черно поле a7 · черна пешка на бяло поле b7 · черна пешка на черно поле g7 · черен цар на бяло поле h7 · черен кон на черно поле b6 · черна пешка на черно поле d6 · черна пешка на черно поле f6 · черна пешка на черно поле h6 · черна пешка на черно поле c5 · бяла пешка на бяло поле d5 · бяла пешка на бяло поле f5 · бяла пешка на черно поле g5 · бяла пешка на бяло поле c4 · бяла пешка на черно поле f4 · бяла пешка на черно поле h4 · бяла пешка на черно поле a3 · бяла пешка на черно поле c3 · бяла дама на бяло поле d3 · бял офицер на бяло поле c2 · бял цар на черно поле f2 · бял офицер на черно поле c1 | черна дама на бяло поле e8 · черен кон на черно поле f8 · черна пешка на черно поле a7 · черна пешка на бяло поле b7 · черна пешка на черно поле g7 · черен цар на бяло поле h7 · черен кон на черно поле b6 · черна пешка на черно поле d6 · черна пешка на черно поле f6 · черна пешка на черно поле h6 · черна пешка на черно поле c5 · бяла пешка на бяло поле d5 · бяла пешка на бяло поле f5 · бяла пешка на черно поле g5 · бяла пешка на бяло поле c4 · бяла пешка на черно поле f4 · бяла пешка на черно поле h4 · бяла пешка на черно поле a3 · бяла пешка на черно поле c3 · бяла дама на бяло поле d3 · бял офицер на бяло поле c2 · бял цар на черно поле f2 · бял офицер на черно поле c1 | черна дама на бяло поле e8 · черен кон на черно поле f8 · черна пешка на черно поле a7 · черна пешка на бяло поле b7 · черна пешка на черно поле g7 · черен цар на бяло поле h7 · черен кон на черно поле b6 · черна пешка на черно поле d6 · черна пешка на черно поле f6 · черна пешка на черно поле h6 · черна пешка на черно поле c5 · бяла пешка на бяло поле d5 · бяла пешка на бяло поле f5 · бяла пешка на черно поле g5 · бяла пешка на бяло поле c4 · бяла пешка на черно поле f4 · бяла пешка на черно поле h4 · бяла пешка на черно поле a3 · бяла пешка на черно поле c3 · бяла дама на бяло поле d3 · бял офицер на бяло поле c2 · бял цар на черно поле f2 · бял офицер на черно поле c1 | черна дама на бяло поле e8 · черен кон на черно поле f8 · черна пешка на черно поле a7 · черна пешка на бяло поле b7 · черна пешка на черно поле g7 · черен цар на бяло поле h7 · черен кон на черно поле b6 · черна пешка на черно поле d6 · черна пешка на черно поле f6 · черна пешка на черно поле h6 · черна пешка на черно поле c5 · бяла пешка на бяло поле d5 · бяла пешка на бяло поле f5 · бяла пешка на черно поле g5 · бяла пешка на бяло поле c4 · бяла пешка на черно поле f4 · бяла пешка на черно поле h4 · бяла пешка на черно поле a3 · бяла пешка на черно поле c3 · бяла дама на бяло поле d3 · бял офицер на бяло поле c2 · бял цар на черно поле f2 · бял офицер на черно поле c1 | черна дама на бяло поле e8 · черен кон на черно поле f8 · черна пешка на черно поле a7 · черна пешка на бяло поле b7 · черна пешка на черно поле g7 · черен цар на бяло поле h7 · черен кон на черно поле b6 · черна пешка на черно поле d6 · черна пешка на черно поле f6 · черна пешка на черно поле h6 · черна пешка на черно поле c5 · бяла пешка на бяло поле d5 · бяла пешка на бяло поле f5 · бяла пешка на черно поле g5 · бяла пешка на бяло поле c4 · бяла пешка на черно поле f4 · бяла пешка на черно поле h4 · бяла пешка на черно поле a3 · бяла пешка на черно поле c3 · бяла дама на бяло поле d3 · бял офицер на бяло поле c2 · бял цар на черно поле f2 · бял офицер на черно поле c1 | черна дама на бяло поле e8 · черен кон на черно поле f8 · черна пешка на черно поле a7 · черна пешка на бяло поле b7 · черна пешка на черно поле g7 · черен цар на бяло поле h7 · черен кон на черно поле b6 · черна пешка на черно поле d6 · черна пешка на черно поле f6 · черна пешка на черно поле h6 · черна пешка на черно поле c5 · бяла пешка на бяло поле d5 · бяла пешка на бяло поле f5 · бяла пешка на черно поле g5 · бяла пешка на бяло поле c4 · бяла пешка на черно поле f4 · бяла пешка на черно поле h4 · бяла пешка на черно поле a3 · бяла пешка на черно поле c3 · бяла дама на бяло поле d3 · бял офицер на бяло поле c2 · бял цар на черно поле f2 · бял офицер на черно поле c1 | 6 |
| 5 | черна дама на бяло поле e8 · черен кон на черно поле f8 · черна пешка на черно поле a7 · черна пешка на бяло поле b7 · черна пешка на черно поле g7 · черен цар на бяло поле h7 · черен кон на черно поле b6 · черна пешка на черно поле d6 · черна пешка на черно поле f6 · черна пешка на черно поле h6 · черна пешка на черно поле c5 · бяла пешка на бяло поле d5 · бяла пешка на бяло поле f5 · бяла пешка на черно поле g5 · бяла пешка на бяло поле c4 · бяла пешка на черно поле f4 · бяла пешка на черно поле h4 · бяла пешка на черно поле a3 · бяла пешка на черно поле c3 · бяла дама на бяло поле d3 · бял офицер на бяло поле c2 · бял цар на черно поле f2 · бял офицер на черно поле c1 | черна дама на бяло поле e8 · черен кон на черно поле f8 · черна пешка на черно поле a7 · черна пешка на бяло поле b7 · черна пешка на черно поле g7 · черен цар на бяло поле h7 · черен кон на черно поле b6 · черна пешка на черно поле d6 · черна пешка на черно поле f6 · черна пешка на черно поле h6 · черна пешка на черно поле c5 · бяла пешка на бяло поле d5 · бяла пешка на бяло поле f5 · бяла пешка на черно поле g5 · бяла пешка на бяло поле c4 · бяла пешка на черно поле f4 · бяла пешка на черно поле h4 · бяла пешка на черно поле a3 · бяла пешка на черно поле c3 · бяла дама на бяло поле d3 · бял офицер на бяло поле c2 · бял цар на черно поле f2 · бял офицер на черно поле c1 | черна дама на бяло поле e8 · черен кон на черно поле f8 · черна пешка на черно поле a7 · черна пешка на бяло поле b7 · черна пешка на черно поле g7 · черен цар на бяло поле h7 · черен кон на черно поле b6 · черна пешка на черно поле d6 · черна пешка на черно поле f6 · черна пешка на черно поле h6 · черна пешка на черно поле c5 · бяла пешка на бяло поле d5 · бяла пешка на бяло поле f5 · бяла пешка на черно поле g5 · бяла пешка на бяло поле c4 · бяла пешка на черно поле f4 · бяла пешка на черно поле h4 · бяла пешка на черно поле a3 · бяла пешка на черно поле c3 · бяла дама на бяло поле d3 · бял офицер на бяло поле c2 · бял цар на черно поле f2 · бял офицер на черно поле c1 | черна дама на бяло поле e8 · черен кон на черно поле f8 · черна пешка на черно поле a7 · черна пешка на бяло поле b7 · черна пешка на черно поле g7 · черен цар на бяло поле h7 · черен кон на черно поле b6 · черна пешка на черно поле d6 · черна пешка на черно поле f6 · черна пешка на черно поле h6 · черна пешка на черно поле c5 · бяла пешка на бяло поле d5 · бяла пешка на бяло поле f5 · бяла пешка на черно поле g5 · бяла пешка на бяло поле c4 · бяла пешка на черно поле f4 · бяла пешка на черно поле h4 · бяла пешка на черно поле a3 · бяла пешка на черно поле c3 · бяла дама на бяло поле d3 · бял офицер на бяло поле c2 · бял цар на черно поле f2 · бял офицер на черно поле c1 | черна дама на бяло поле e8 · черен кон на черно поле f8 · черна пешка на черно поле a7 · черна пешка на бяло поле b7 · черна пешка на черно поле g7 · черен цар на бяло поле h7 · черен кон на черно поле b6 · черна пешка на черно поле d6 · черна пешка на черно поле f6 · черна пешка на черно поле h6 · черна пешка на черно поле c5 · бяла пешка на бяло поле d5 · бяла пешка на бяло поле f5 · бяла пешка на черно поле g5 · бяла пешка на бяло поле c4 · бяла пешка на черно поле f4 · бяла пешка на черно поле h4 · бяла пешка на черно поле a3 · бяла пешка на черно поле c3 · бяла дама на бяло поле d3 · бял офицер на бяло поле c2 · бял цар на черно поле f2 · бял офицер на черно поле c1 | черна дама на бяло поле e8 · черен кон на черно поле f8 · черна пешка на черно поле a7 · черна пешка на бяло поле b7 · черна пешка на черно поле g7 · черен цар на бяло поле h7 · черен кон на черно поле b6 · черна пешка на черно поле d6 · черна пешка на черно поле f6 · черна пешка на черно поле h6 · черна пешка на черно поле c5 · бяла пешка на бяло поле d5 · бяла пешка на бяло поле f5 · бяла пешка на черно поле g5 · бяла пешка на бяло поле c4 · бяла пешка на черно поле f4 · бяла пешка на черно поле h4 · бяла пешка на черно поле a3 · бяла пешка на черно поле c3 · бяла дама на бяло поле d3 · бял офицер на бяло поле c2 · бял цар на черно поле f2 · бял офицер на черно поле c1 | черна дама на бяло поле e8 · черен кон на черно поле f8 · черна пешка на черно поле a7 · черна пешка на бяло поле b7 · черна пешка на черно поле g7 · черен цар на бяло поле h7 · черен кон на черно поле b6 · черна пешка на черно поле d6 · черна пешка на черно поле f6 · черна пешка на черно поле h6 · черна пешка на черно поле c5 · бяла пешка на бяло поле d5 · бяла пешка на бяло поле f5 · бяла пешка на черно поле g5 · бяла пешка на бяло поле c4 · бяла пешка на черно поле f4 · бяла пешка на черно поле h4 · бяла пешка на черно поле a3 · бяла пешка на черно поле c3 · бяла дама на бяло поле d3 · бял офицер на бяло поле c2 · бял цар на черно поле f2 · бял офицер на черно поле c1 | черна дама на бяло поле e8 · черен кон на черно поле f8 · черна пешка на черно поле a7 · черна пешка на бяло поле b7 · черна пешка на черно поле g7 · черен цар на бяло поле h7 · черен кон на черно поле b6 · черна пешка на черно поле d6 · черна пешка на черно поле f6 · черна пешка на черно поле h6 · черна пешка на черно поле c5 · бяла пешка на бяло поле d5 · бяла пешка на бяло поле f5 · бяла пешка на черно поле g5 · бяла пешка на бяло поле c4 · бяла пешка на черно поле f4 · бяла пешка на черно поле h4 · бяла пешка на черно поле a3 · бяла пешка на черно поле c3 · бяла дама на бяло поле d3 · бял офицер на бяло поле c2 · бял цар на черно поле f2 · бял офицер на черно поле c1 | 5 |
| 4 | черна дама на бяло поле e8 · черен кон на черно поле f8 · черна пешка на черно поле a7 · черна пешка на бяло поле b7 · черна пешка на черно поле g7 · черен цар на бяло поле h7 · черен кон на черно поле b6 · черна пешка на черно поле d6 · черна пешка на черно поле f6 · черна пешка на черно поле h6 · черна пешка на черно поле c5 · бяла пешка на бяло поле d5 · бяла пешка на бяло поле f5 · бяла пешка на черно поле g5 · бяла пешка на бяло поле c4 · бяла пешка на черно поле f4 · бяла пешка на черно поле h4 · бяла пешка на черно поле a3 · бяла пешка на черно поле c3 · бяла дама на бяло поле d3 · бял офицер на бяло поле c2 · бял цар на черно поле f2 · бял офицер на черно поле c1 | черна дама на бяло поле e8 · черен кон на черно поле f8 · черна пешка на черно поле a7 · черна пешка на бяло поле b7 · черна пешка на черно поле g7 · черен цар на бяло поле h7 · черен кон на черно поле b6 · черна пешка на черно поле d6 · черна пешка на черно поле f6 · черна пешка на черно поле h6 · черна пешка на черно поле c5 · бяла пешка на бяло поле d5 · бяла пешка на бяло поле f5 · бяла пешка на черно поле g5 · бяла пешка на бяло поле c4 · бяла пешка на черно поле f4 · бяла пешка на черно поле h4 · бяла пешка на черно поле a3 · бяла пешка на черно поле c3 · бяла дама на бяло поле d3 · бял офицер на бяло поле c2 · бял цар на черно поле f2 · бял офицер на черно поле c1 | черна дама на бяло поле e8 · черен кон на черно поле f8 · черна пешка на черно поле a7 · черна пешка на бяло поле b7 · черна пешка на черно поле g7 · черен цар на бяло поле h7 · черен кон на черно поле b6 · черна пешка на черно поле d6 · черна пешка на черно поле f6 · черна пешка на черно поле h6 · черна пешка на черно поле c5 · бяла пешка на бяло поле d5 · бяла пешка на бяло поле f5 · бяла пешка на черно поле g5 · бяла пешка на бяло поле c4 · бяла пешка на черно поле f4 · бяла пешка на черно поле h4 · бяла пешка на черно поле a3 · бяла пешка на черно поле c3 · бяла дама на бяло поле d3 · бял офицер на бяло поле c2 · бял цар на черно поле f2 · бял офицер на черно поле c1 | черна дама на бяло поле e8 · черен кон на черно поле f8 · черна пешка на черно поле a7 · черна пешка на бяло поле b7 · черна пешка на черно поле g7 · черен цар на бяло поле h7 · черен кон на черно поле b6 · черна пешка на черно поле d6 · черна пешка на черно поле f6 · черна пешка на черно поле h6 · черна пешка на черно поле c5 · бяла пешка на бяло поле d5 · бяла пешка на бяло поле f5 · бяла пешка на черно поле g5 · бяла пешка на бяло поле c4 · бяла пешка на черно поле f4 · бяла пешка на черно поле h4 · бяла пешка на черно поле a3 · бяла пешка на черно поле c3 · бяла дама на бяло поле d3 · бял офицер на бяло поле c2 · бял цар на черно поле f2 · бял офицер на черно поле c1 | черна дама на бяло поле e8 · черен кон на черно поле f8 · черна пешка на черно поле a7 · черна пешка на бяло поле b7 · черна пешка на черно поле g7 · черен цар на бяло поле h7 · черен кон на черно поле b6 · черна пешка на черно поле d6 · черна пешка на черно поле f6 · черна пешка на черно поле h6 · черна пешка на черно поле c5 · бяла пешка на бяло поле d5 · бяла пешка на бяло поле f5 · бяла пешка на черно поле g5 · бяла пешка на бяло поле c4 · бяла пешка на черно поле f4 · бяла пешка на черно поле h4 · бяла пешка на черно поле a3 · бяла пешка на черно поле c3 · бяла дама на бяло поле d3 · бял офицер на бяло поле c2 · бял цар на черно поле f2 · бял офицер на черно поле c1 | черна дама на бяло поле e8 · черен кон на черно поле f8 · черна пешка на черно поле a7 · черна пешка на бяло поле b7 · черна пешка на черно поле g7 · черен цар на бяло поле h7 · черен кон на черно поле b6 · черна пешка на черно поле d6 · черна пешка на черно поле f6 · черна пешка на черно поле h6 · черна пешка на черно поле c5 · бяла пешка на бяло поле d5 · бяла пешка на бяло поле f5 · бяла пешка на черно поле g5 · бяла пешка на бяло поле c4 · бяла пешка на черно поле f4 · бяла пешка на черно поле h4 · бяла пешка на черно поле a3 · бяла пешка на черно поле c3 · бяла дама на бяло поле d3 · бял офицер на бяло поле c2 · бял цар на черно поле f2 · бял офицер на черно поле c1 | черна дама на бяло поле e8 · черен кон на черно поле f8 · черна пешка на черно поле a7 · черна пешка на бяло поле b7 · черна пешка на черно поле g7 · черен цар на бяло поле h7 · черен кон на черно поле b6 · черна пешка на черно поле d6 · черна пешка на черно поле f6 · черна пешка на черно поле h6 · черна пешка на черно поле c5 · бяла пешка на бяло поле d5 · бяла пешка на бяло поле f5 · бяла пешка на черно поле g5 · бяла пешка на бяло поле c4 · бяла пешка на черно поле f4 · бяла пешка на черно поле h4 · бяла пешка на черно поле a3 · бяла пешка на черно поле c3 · бяла дама на бяло поле d3 · бял офицер на бяло поле c2 · бял цар на черно поле f2 · бял офицер на черно поле c1 | черна дама на бяло поле e8 · черен кон на черно поле f8 · черна пешка на черно поле a7 · черна пешка на бяло поле b7 · черна пешка на черно поле g7 · черен цар на бяло поле h7 · черен кон на черно поле b6 · черна пешка на черно поле d6 · черна пешка на черно поле f6 · черна пешка на черно поле h6 · черна пешка на черно поле c5 · бяла пешка на бяло поле d5 · бяла пешка на бяло поле f5 · бяла пешка на черно поле g5 · бяла пешка на бяло поле c4 · бяла пешка на черно поле f4 · бяла пешка на черно поле h4 · бяла пешка на черно поле a3 · бяла пешка на черно поле c3 · бяла дама на бяло поле d3 · бял офицер на бяло поле c2 · бял цар на черно поле f2 · бял офицер на черно поле c1 | 4 |
| 3 | черна дама на бяло поле e8 · черен кон на черно поле f8 · черна пешка на черно поле a7 · черна пешка на бяло поле b7 · черна пешка на черно поле g7 · черен цар на бяло поле h7 · черен кон на черно поле b6 · черна пешка на черно поле d6 · черна пешка на черно поле f6 · черна пешка на черно поле h6 · черна пешка на черно поле c5 · бяла пешка на бяло поле d5 · бяла пешка на бяло поле f5 · бяла пешка на черно поле g5 · бяла пешка на бяло поле c4 · бяла пешка на черно поле f4 · бяла пешка на черно поле h4 · бяла пешка на черно поле a3 · бяла пешка на черно поле c3 · бяла дама на бяло поле d3 · бял офицер на бяло поле c2 · бял цар на черно поле f2 · бял офицер на черно поле c1 | черна дама на бяло поле e8 · черен кон на черно поле f8 · черна пешка на черно поле a7 · черна пешка на бяло поле b7 · черна пешка на черно поле g7 · черен цар на бяло поле h7 · черен кон на черно поле b6 · черна пешка на черно поле d6 · черна пешка на черно поле f6 · черна пешка на черно поле h6 · черна пешка на черно поле c5 · бяла пешка на бяло поле d5 · бяла пешка на бяло поле f5 · бяла пешка на черно поле g5 · бяла пешка на бяло поле c4 · бяла пешка на черно поле f4 · бяла пешка на черно поле h4 · бяла пешка на черно поле a3 · бяла пешка на черно поле c3 · бяла дама на бяло поле d3 · бял офицер на бяло поле c2 · бял цар на черно поле f2 · бял офицер на черно поле c1 | черна дама на бяло поле e8 · черен кон на черно поле f8 · черна пешка на черно поле a7 · черна пешка на бяло поле b7 · черна пешка на черно поле g7 · черен цар на бяло поле h7 · черен кон на черно поле b6 · черна пешка на черно поле d6 · черна пешка на черно поле f6 · черна пешка на черно поле h6 · черна пешка на черно поле c5 · бяла пешка на бяло поле d5 · бяла пешка на бяло поле f5 · бяла пешка на черно поле g5 · бяла пешка на бяло поле c4 · бяла пешка на черно поле f4 · бяла пешка на черно поле h4 · бяла пешка на черно поле a3 · бяла пешка на черно поле c3 · бяла дама на бяло поле d3 · бял офицер на бяло поле c2 · бял цар на черно поле f2 · бял офицер на черно поле c1 | черна дама на бяло поле e8 · черен кон на черно поле f8 · черна пешка на черно поле a7 · черна пешка на бяло поле b7 · черна пешка на черно поле g7 · черен цар на бяло поле h7 · черен кон на черно поле b6 · черна пешка на черно поле d6 · черна пешка на черно поле f6 · черна пешка на черно поле h6 · черна пешка на черно поле c5 · бяла пешка на бяло поле d5 · бяла пешка на бяло поле f5 · бяла пешка на черно поле g5 · бяла пешка на бяло поле c4 · бяла пешка на черно поле f4 · бяла пешка на черно поле h4 · бяла пешка на черно поле a3 · бяла пешка на черно поле c3 · бяла дама на бяло поле d3 · бял офицер на бяло поле c2 · бял цар на черно поле f2 · бял офицер на черно поле c1 | черна дама на бяло поле e8 · черен кон на черно поле f8 · черна пешка на черно поле a7 · черна пешка на бяло поле b7 · черна пешка на черно поле g7 · черен цар на бяло поле h7 · черен кон на черно поле b6 · черна пешка на черно поле d6 · черна пешка на черно поле f6 · черна пешка на черно поле h6 · черна пешка на черно поле c5 · бяла пешка на бяло поле d5 · бяла пешка на бяло поле f5 · бяла пешка на черно поле g5 · бяла пешка на бяло поле c4 · бяла пешка на черно поле f4 · бяла пешка на черно поле h4 · бяла пешка на черно поле a3 · бяла пешка на черно поле c3 · бяла дама на бяло поле d3 · бял офицер на бяло поле c2 · бял цар на черно поле f2 · бял офицер на черно поле c1 | черна дама на бяло поле e8 · черен кон на черно поле f8 · черна пешка на черно поле a7 · черна пешка на бяло поле b7 · черна пешка на черно поле g7 · черен цар на бяло поле h7 · черен кон на черно поле b6 · черна пешка на черно поле d6 · черна пешка на черно поле f6 · черна пешка на черно поле h6 · черна пешка на черно поле c5 · бяла пешка на бяло поле d5 · бяла пешка на бяло поле f5 · бяла пешка на черно поле g5 · бяла пешка на бяло поле c4 · бяла пешка на черно поле f4 · бяла пешка на черно поле h4 · бяла пешка на черно поле a3 · бяла пешка на черно поле c3 · бяла дама на бяло поле d3 · бял офицер на бяло поле c2 · бял цар на черно поле f2 · бял офицер на черно поле c1 | черна дама на бяло поле e8 · черен кон на черно поле f8 · черна пешка на черно поле a7 · черна пешка на бяло поле b7 · черна пешка на черно поле g7 · черен цар на бяло поле h7 · черен кон на черно поле b6 · черна пешка на черно поле d6 · черна пешка на черно поле f6 · черна пешка на черно поле h6 · черна пешка на черно поле c5 · бяла пешка на бяло поле d5 · бяла пешка на бяло поле f5 · бяла пешка на черно поле g5 · бяла пешка на бяло поле c4 · бяла пешка на черно поле f4 · бяла пешка на черно поле h4 · бяла пешка на черно поле a3 · бяла пешка на черно поле c3 · бяла дама на бяло поле d3 · бял офицер на бяло поле c2 · бял цар на черно поле f2 · бял офицер на черно поле c1 | черна дама на бяло поле e8 · черен кон на черно поле f8 · черна пешка на черно поле a7 · черна пешка на бяло поле b7 · черна пешка на черно поле g7 · черен цар на бяло поле h7 · черен кон на черно поле b6 · черна пешка на черно поле d6 · черна пешка на черно поле f6 · черна пешка на черно поле h6 · черна пешка на черно поле c5 · бяла пешка на бяло поле d5 · бяла пешка на бяло поле f5 · бяла пешка на черно поле g5 · бяла пешка на бяло поле c4 · бяла пешка на черно поле f4 · бяла пешка на черно поле h4 · бяла пешка на черно поле a3 · бяла пешка на черно поле c3 · бяла дама на бяло поле d3 · бял офицер на бяло поле c2 · бял цар на черно поле f2 · бял офицер на черно поле c1 | 3 |
| 2 | черна дама на бяло поле e8 · черен кон на черно поле f8 · черна пешка на черно поле a7 · черна пешка на бяло поле b7 · черна пешка на черно поле g7 · черен цар на бяло поле h7 · черен кон на черно поле b6 · черна пешка на черно поле d6 · черна пешка на черно поле f6 · черна пешка на черно поле h6 · черна пешка на черно поле c5 · бяла пешка на бяло поле d5 · бяла пешка на бяло поле f5 · бяла пешка на черно поле g5 · бяла пешка на бяло поле c4 · бяла пешка на черно поле f4 · бяла пешка на черно поле h4 · бяла пешка на черно поле a3 · бяла пешка на черно поле c3 · бяла дама на бяло поле d3 · бял офицер на бяло поле c2 · бял цар на черно поле f2 · бял офицер на черно поле c1 | черна дама на бяло поле e8 · черен кон на черно поле f8 · черна пешка на черно поле a7 · черна пешка на бяло поле b7 · черна пешка на черно поле g7 · черен цар на бяло поле h7 · черен кон на черно поле b6 · черна пешка на черно поле d6 · черна пешка на черно поле f6 · черна пешка на черно поле h6 · черна пешка на черно поле c5 · бяла пешка на бяло поле d5 · бяла пешка на бяло поле f5 · бяла пешка на черно поле g5 · бяла пешка на бяло поле c4 · бяла пешка на черно поле f4 · бяла пешка на черно поле h4 · бяла пешка на черно поле a3 · бяла пешка на черно поле c3 · бяла дама на бяло поле d3 · бял офицер на бяло поле c2 · бял цар на черно поле f2 · бял офицер на черно поле c1 | черна дама на бяло поле e8 · черен кон на черно поле f8 · черна пешка на черно поле a7 · черна пешка на бяло поле b7 · черна пешка на черно поле g7 · черен цар на бяло поле h7 · черен кон на черно поле b6 · черна пешка на черно поле d6 · черна пешка на черно поле f6 · черна пешка на черно поле h6 · черна пешка на черно поле c5 · бяла пешка на бяло поле d5 · бяла пешка на бяло поле f5 · бяла пешка на черно поле g5 · бяла пешка на бяло поле c4 · бяла пешка на черно поле f4 · бяла пешка на черно поле h4 · бяла пешка на черно поле a3 · бяла пешка на черно поле c3 · бяла дама на бяло поле d3 · бял офицер на бяло поле c2 · бял цар на черно поле f2 · бял офицер на черно поле c1 | черна дама на бяло поле e8 · черен кон на черно поле f8 · черна пешка на черно поле a7 · черна пешка на бяло поле b7 · черна пешка на черно поле g7 · черен цар на бяло поле h7 · черен кон на черно поле b6 · черна пешка на черно поле d6 · черна пешка на черно поле f6 · черна пешка на черно поле h6 · черна пешка на черно поле c5 · бяла пешка на бяло поле d5 · бяла пешка на бяло поле f5 · бяла пешка на черно поле g5 · бяла пешка на бяло поле c4 · бяла пешка на черно поле f4 · бяла пешка на черно поле h4 · бяла пешка на черно поле a3 · бяла пешка на черно поле c3 · бяла дама на бяло поле d3 · бял офицер на бяло поле c2 · бял цар на черно поле f2 · бял офицер на черно поле c1 | черна дама на бяло поле e8 · черен кон на черно поле f8 · черна пешка на черно поле a7 · черна пешка на бяло поле b7 · черна пешка на черно поле g7 · черен цар на бяло поле h7 · черен кон на черно поле b6 · черна пешка на черно поле d6 · черна пешка на черно поле f6 · черна пешка на черно поле h6 · черна пешка на черно поле c5 · бяла пешка на бяло поле d5 · бяла пешка на бяло поле f5 · бяла пешка на черно поле g5 · бяла пешка на бяло поле c4 · бяла пешка на черно поле f4 · бяла пешка на черно поле h4 · бяла пешка на черно поле a3 · бяла пешка на черно поле c3 · бяла дама на бяло поле d3 · бял офицер на бяло поле c2 · бял цар на черно поле f2 · бял офицер на черно поле c1 | черна дама на бяло поле e8 · черен кон на черно поле f8 · черна пешка на черно поле a7 · черна пешка на бяло поле b7 · черна пешка на черно поле g7 · черен цар на бяло поле h7 · черен кон на черно поле b6 · черна пешка на черно поле d6 · черна пешка на черно поле f6 · черна пешка на черно поле h6 · черна пешка на черно поле c5 · бяла пешка на бяло поле d5 · бяла пешка на бяло поле f5 · бяла пешка на черно поле g5 · бяла пешка на бяло поле c4 · бяла пешка на черно поле f4 · бяла пешка на черно поле h4 · бяла пешка на черно поле a3 · бяла пешка на черно поле c3 · бяла дама на бяло поле d3 · бял офицер на бяло поле c2 · бял цар на черно поле f2 · бял офицер на черно поле c1 | черна дама на бяло поле e8 · черен кон на черно поле f8 · черна пешка на черно поле a7 · черна пешка на бяло поле b7 · черна пешка на черно поле g7 · черен цар на бяло поле h7 · черен кон на черно поле b6 · черна пешка на черно поле d6 · черна пешка на черно поле f6 · черна пешка на черно поле h6 · черна пешка на черно поле c5 · бяла пешка на бяло поле d5 · бяла пешка на бяло поле f5 · бяла пешка на черно поле g5 · бяла пешка на бяло поле c4 · бяла пешка на черно поле f4 · бяла пешка на черно поле h4 · бяла пешка на черно поле a3 · бяла пешка на черно поле c3 · бяла дама на бяло поле d3 · бял офицер на бяло поле c2 · бял цар на черно поле f2 · бял офицер на черно поле c1 | черна дама на бяло поле e8 · черен кон на черно поле f8 · черна пешка на черно поле a7 · черна пешка на бяло поле b7 · черна пешка на черно поле g7 · черен цар на бяло поле h7 · черен кон на черно поле b6 · черна пешка на черно поле d6 · черна пешка на черно поле f6 · черна пешка на черно поле h6 · черна пешка на черно поле c5 · бяла пешка на бяло поле d5 · бяла пешка на бяло поле f5 · бяла пешка на черно поле g5 · бяла пешка на бяло поле c4 · бяла пешка на черно поле f4 · бяла пешка на черно поле h4 · бяла пешка на черно поле a3 · бяла пешка на черно поле c3 · бяла дама на бяло поле d3 · бял офицер на бяло поле c2 · бял цар на черно поле f2 · бял офицер на черно поле c1 | 2 |
| 1 | черна дама на бяло поле e8 · черен кон на черно поле f8 · черна пешка на черно поле a7 · черна пешка на бяло поле b7 · черна пешка на черно поле g7 · черен цар на бяло поле h7 · черен кон на черно поле b6 · черна пешка на черно поле d6 · черна пешка на черно поле f6 · черна пешка на черно поле h6 · черна пешка на черно поле c5 · бяла пешка на бяло поле d5 · бяла пешка на бяло поле f5 · бяла пешка на черно поле g5 · бяла пешка на бяло поле c4 · бяла пешка на черно поле f4 · бяла пешка на черно поле h4 · бяла пешка на черно поле a3 · бяла пешка на черно поле c3 · бяла дама на бяло поле d3 · бял офицер на бяло поле c2 · бял цар на черно поле f2 · бял офицер на черно поле c1 | черна дама на бяло поле e8 · черен кон на черно поле f8 · черна пешка на черно поле a7 · черна пешка на бяло поле b7 · черна пешка на черно поле g7 · черен цар на бяло поле h7 · черен кон на черно поле b6 · черна пешка на черно поле d6 · черна пешка на черно поле f6 · черна пешка на черно поле h6 · черна пешка на черно поле c5 · бяла пешка на бяло поле d5 · бяла пешка на бяло поле f5 · бяла пешка на черно поле g5 · бяла пешка на бяло поле c4 · бяла пешка на черно поле f4 · бяла пешка на черно поле h4 · бяла пешка на черно поле a3 · бяла пешка на черно поле c3 · бяла дама на бяло поле d3 · бял офицер на бяло поле c2 · бял цар на черно поле f2 · бял офицер на черно поле c1 | черна дама на бяло поле e8 · черен кон на черно поле f8 · черна пешка на черно поле a7 · черна пешка на бяло поле b7 · черна пешка на черно поле g7 · черен цар на бяло поле h7 · черен кон на черно поле b6 · черна пешка на черно поле d6 · черна пешка на черно поле f6 · черна пешка на черно поле h6 · черна пешка на черно поле c5 · бяла пешка на бяло поле d5 · бяла пешка на бяло поле f5 · бяла пешка на черно поле g5 · бяла пешка на бяло поле c4 · бяла пешка на черно поле f4 · бяла пешка на черно поле h4 · бяла пешка на черно поле a3 · бяла пешка на черно поле c3 · бяла дама на бяло поле d3 · бял офицер на бяло поле c2 · бял цар на черно поле f2 · бял офицер на черно поле c1 | черна дама на бяло поле e8 · черен кон на черно поле f8 · черна пешка на черно поле a7 · черна пешка на бяло поле b7 · черна пешка на черно поле g7 · черен цар на бяло поле h7 · черен кон на черно поле b6 · черна пешка на черно поле d6 · черна пешка на черно поле f6 · черна пешка на черно поле h6 · черна пешка на черно поле c5 · бяла пешка на бяло поле d5 · бяла пешка на бяло поле f5 · бяла пешка на черно поле g5 · бяла пешка на бяло поле c4 · бяла пешка на черно поле f4 · бяла пешка на черно поле h4 · бяла пешка на черно поле a3 · бяла пешка на черно поле c3 · бяла дама на бяло поле d3 · бял офицер на бяло поле c2 · бял цар на черно поле f2 · бял офицер на черно поле c1 | черна дама на бяло поле e8 · черен кон на черно поле f8 · черна пешка на черно поле a7 · черна пешка на бяло поле b7 · черна пешка на черно поле g7 · черен цар на бяло поле h7 · черен кон на черно поле b6 · черна пешка на черно поле d6 · черна пешка на черно поле f6 · черна пешка на черно поле h6 · черна пешка на черно поле c5 · бяла пешка на бяло поле d5 · бяла пешка на бяло поле f5 · бяла пешка на черно поле g5 · бяла пешка на бяло поле c4 · бяла пешка на черно поле f4 · бяла пешка на черно поле h4 · бяла пешка на черно поле a3 · бяла пешка на черно поле c3 · бяла дама на бяло поле d3 · бял офицер на бяло поле c2 · бял цар на черно поле f2 · бял офицер на черно поле c1 | черна дама на бяло поле e8 · черен кон на черно поле f8 · черна пешка на черно поле a7 · черна пешка на бяло поле b7 · черна пешка на черно поле g7 · черен цар на бяло поле h7 · черен кон на черно поле b6 · черна пешка на черно поле d6 · черна пешка на черно поле f6 · черна пешка на черно поле h6 · черна пешка на черно поле c5 · бяла пешка на бяло поле d5 · бяла пешка на бяло поле f5 · бяла пешка на черно поле g5 · бяла пешка на бяло поле c4 · бяла пешка на черно поле f4 · бяла пешка на черно поле h4 · бяла пешка на черно поле a3 · бяла пешка на черно поле c3 · бяла дама на бяло поле d3 · бял офицер на бяло поле c2 · бял цар на черно поле f2 · бял офицер на черно поле c1 | черна дама на бяло поле e8 · черен кон на черно поле f8 · черна пешка на черно поле a7 · черна пешка на бяло поле b7 · черна пешка на черно поле g7 · черен цар на бяло поле h7 · черен кон на черно поле b6 · черна пешка на черно поле d6 · черна пешка на черно поле f6 · черна пешка на черно поле h6 · черна пешка на черно поле c5 · бяла пешка на бяло поле d5 · бяла пешка на бяло поле f5 · бяла пешка на черно поле g5 · бяла пешка на бяло поле c4 · бяла пешка на черно поле f4 · бяла пешка на черно поле h4 · бяла пешка на черно поле a3 · бяла пешка на черно поле c3 · бяла дама на бяло поле d3 · бял офицер на бяло поле c2 · бял цар на черно поле f2 · бял офицер на черно поле c1 | черна дама на бяло поле e8 · черен кон на черно поле f8 · черна пешка на черно поле a7 · черна пешка на бяло поле b7 · черна пешка на черно поле g7 · черен цар на бяло поле h7 · черен кон на черно поле b6 · черна пешка на черно поле d6 · черна пешка на черно поле f6 · черна пешка на черно поле h6 · черна пешка на черно поле c5 · бяла пешка на бяло поле d5 · бяла пешка на бяло поле f5 · бяла пешка на черно поле g5 · бяла пешка на бяло поле c4 · бяла пешка на черно поле f4 · бяла пешка на черно поле h4 · бяла пешка на черно поле a3 · бяла пешка на черно поле c3 · бяла дама на бяло поле d3 · бял офицер на бяло поле c2 · бял цар на черно поле f2 · бял офицер на черно поле c1 | 1 |
|   | a | b | c | d | e | f | g | h |   |

|   | a | b | c | d | e | f | g | h |   |
| 8 | черен топ на бяло поле a8 · черен кон на черно поле b8 · черен офицер на бяло поле c8 · черна дама на черно поле d8 · черен топ на черно поле f8 · черен цар на бяло поле g8 · черна пешка на черно поле a7 · черна пешка на бяло поле b7 · черна пешка на бяло поле f7 · черна пешка на черно поле g7 · черна пешка на бяло поле h7 · черен офицер на черно поле d6 · черна пешка на бяло поле e6 · черна пешка на черно поле c5 · черен кон на бяло поле d5 · бял офицер на бяло поле c4 · бяла пешка на бяло поле b3 · бяла пешка на бяло поле d3 · бял кон на бяло поле f3 · бяла пешка на бяло поле a2 · бяла пешка на бяло поле c2 · бял кон на черно поле d2 · бяла пешка на черно поле f2 · бяла пешка на бяло поле g2 · бяла пешка на черно поле h2 · бял топ на черно поле a1 · бял офицер на черно поле c1 · бяла дама на бяло поле d1 · бял топ на черно поле e1 · бял цар на черно поле g1 | черен топ на бяло поле a8 · черен кон на черно поле b8 · черен офицер на бяло поле c8 · черна дама на черно поле d8 · черен топ на черно поле f8 · черен цар на бяло поле g8 · черна пешка на черно поле a7 · черна пешка на бяло поле b7 · черна пешка на бяло поле f7 · черна пешка на черно поле g7 · черна пешка на бяло поле h7 · черен офицер на черно поле d6 · черна пешка на бяло поле e6 · черна пешка на черно поле c5 · черен кон на бяло поле d5 · бял офицер на бяло поле c4 · бяла пешка на бяло поле b3 · бяла пешка на бяло поле d3 · бял кон на бяло поле f3 · бяла пешка на бяло поле a2 · бяла пешка на бяло поле c2 · бял кон на черно поле d2 · бяла пешка на черно поле f2 · бяла пешка на бяло поле g2 · бяла пешка на черно поле h2 · бял топ на черно поле a1 · бял офицер на черно поле c1 · бяла дама на бяло поле d1 · бял топ на черно поле e1 · бял цар на черно поле g1 | черен топ на бяло поле a8 · черен кон на черно поле b8 · черен офицер на бяло поле c8 · черна дама на черно поле d8 · черен топ на черно поле f8 · черен цар на бяло поле g8 · черна пешка на черно поле a7 · черна пешка на бяло поле b7 · черна пешка на бяло поле f7 · черна пешка на черно поле g7 · черна пешка на бяло поле h7 · черен офицер на черно поле d6 · черна пешка на бяло поле e6 · черна пешка на черно поле c5 · черен кон на бяло поле d5 · бял офицер на бяло поле c4 · бяла пешка на бяло поле b3 · бяла пешка на бяло поле d3 · бял кон на бяло поле f3 · бяла пешка на бяло поле a2 · бяла пешка на бяло поле c2 · бял кон на черно поле d2 · бяла пешка на черно поле f2 · бяла пешка на бяло поле g2 · бяла пешка на черно поле h2 · бял топ на черно поле a1 · бял офицер на черно поле c1 · бяла дама на бяло поле d1 · бял топ на черно поле e1 · бял цар на черно поле g1 | черен топ на бяло поле a8 · черен кон на черно поле b8 · черен офицер на бяло поле c8 · черна дама на черно поле d8 · черен топ на черно поле f8 · черен цар на бяло поле g8 · черна пешка на черно поле a7 · черна пешка на бяло поле b7 · черна пешка на бяло поле f7 · черна пешка на черно поле g7 · черна пешка на бяло поле h7 · черен офицер на черно поле d6 · черна пешка на бяло поле e6 · черна пешка на черно поле c5 · черен кон на бяло поле d5 · бял офицер на бяло поле c4 · бяла пешка на бяло поле b3 · бяла пешка на бяло поле d3 · бял кон на бяло поле f3 · бяла пешка на бяло поле a2 · бяла пешка на бяло поле c2 · бял кон на черно поле d2 · бяла пешка на черно поле f2 · бяла пешка на бяло поле g2 · бяла пешка на черно поле h2 · бял топ на черно поле a1 · бял офицер на черно поле c1 · бяла дама на бяло поле d1 · бял топ на черно поле e1 · бял цар на черно поле g1 | черен топ на бяло поле a8 · черен кон на черно поле b8 · черен офицер на бяло поле c8 · черна дама на черно поле d8 · черен топ на черно поле f8 · черен цар на бяло поле g8 · черна пешка на черно поле a7 · черна пешка на бяло поле b7 · черна пешка на бяло поле f7 · черна пешка на черно поле g7 · черна пешка на бяло поле h7 · черен офицер на черно поле d6 · черна пешка на бяло поле e6 · черна пешка на черно поле c5 · черен кон на бяло поле d5 · бял офицер на бяло поле c4 · бяла пешка на бяло поле b3 · бяла пешка на бяло поле d3 · бял кон на бяло поле f3 · бяла пешка на бяло поле a2 · бяла пешка на бяло поле c2 · бял кон на черно поле d2 · бяла пешка на черно поле f2 · бяла пешка на бяло поле g2 · бяла пешка на черно поле h2 · бял топ на черно поле a1 · бял офицер на черно поле c1 · бяла дама на бяло поле d1 · бял топ на черно поле e1 · бял цар на черно поле g1 | черен топ на бяло поле a8 · черен кон на черно поле b8 · черен офицер на бяло поле c8 · черна дама на черно поле d8 · черен топ на черно поле f8 · черен цар на бяло поле g8 · черна пешка на черно поле a7 · черна пешка на бяло поле b7 · черна пешка на бяло поле f7 · черна пешка на черно поле g7 · черна пешка на бяло поле h7 · черен офицер на черно поле d6 · черна пешка на бяло поле e6 · черна пешка на черно поле c5 · черен кон на бяло поле d5 · бял офицер на бяло поле c4 · бяла пешка на бяло поле b3 · бяла пешка на бяло поле d3 · бял кон на бяло поле f3 · бяла пешка на бяло поле a2 · бяла пешка на бяло поле c2 · бял кон на черно поле d2 · бяла пешка на черно поле f2 · бяла пешка на бяло поле g2 · бяла пешка на черно поле h2 · бял топ на черно поле a1 · бял офицер на черно поле c1 · бяла дама на бяло поле d1 · бял топ на черно поле e1 · бял цар на черно поле g1 | черен топ на бяло поле a8 · черен кон на черно поле b8 · черен офицер на бяло поле c8 · черна дама на черно поле d8 · черен топ на черно поле f8 · черен цар на бяло поле g8 · черна пешка на черно поле a7 · черна пешка на бяло поле b7 · черна пешка на бяло поле f7 · черна пешка на черно поле g7 · черна пешка на бяло поле h7 · черен офицер на черно поле d6 · черна пешка на бяло поле e6 · черна пешка на черно поле c5 · черен кон на бяло поле d5 · бял офицер на бяло поле c4 · бяла пешка на бяло поле b3 · бяла пешка на бяло поле d3 · бял кон на бяло поле f3 · бяла пешка на бяло поле a2 · бяла пешка на бяло поле c2 · бял кон на черно поле d2 · бяла пешка на черно поле f2 · бяла пешка на бяло поле g2 · бяла пешка на черно поле h2 · бял топ на черно поле a1 · бял офицер на черно поле c1 · бяла дама на бяло поле d1 · бял топ на черно поле e1 · бял цар на черно поле g1 | черен топ на бяло поле a8 · черен кон на черно поле b8 · черен офицер на бяло поле c8 · черна дама на черно поле d8 · черен топ на черно поле f8 · черен цар на бяло поле g8 · черна пешка на черно поле a7 · черна пешка на бяло поле b7 · черна пешка на бяло поле f7 · черна пешка на черно поле g7 · черна пешка на бяло поле h7 · черен офицер на черно поле d6 · черна пешка на бяло поле e6 · черна пешка на черно поле c5 · черен кон на бяло поле d5 · бял офицер на бяло поле c4 · бяла пешка на бяло поле b3 · бяла пешка на бяло поле d3 · бял кон на бяло поле f3 · бяла пешка на бяло поле a2 · бяла пешка на бяло поле c2 · бял кон на черно поле d2 · бяла пешка на черно поле f2 · бяла пешка на бяло поле g2 · бяла пешка на черно поле h2 · бял топ на черно поле a1 · бял офицер на черно поле c1 · бяла дама на бяло поле d1 · бял топ на черно поле e1 · бял цар на черно поле g1 | 8 |
| 7 | черен топ на бяло поле a8 · черен кон на черно поле b8 · черен офицер на бяло поле c8 · черна дама на черно поле d8 · черен топ на черно поле f8 · черен цар на бяло поле g8 · черна пешка на черно поле a7 · черна пешка на бяло поле b7 · черна пешка на бяло поле f7 · черна пешка на черно поле g7 · черна пешка на бяло поле h7 · черен офицер на черно поле d6 · черна пешка на бяло поле e6 · черна пешка на черно поле c5 · черен кон на бяло поле d5 · бял офицер на бяло поле c4 · бяла пешка на бяло поле b3 · бяла пешка на бяло поле d3 · бял кон на бяло поле f3 · бяла пешка на бяло поле a2 · бяла пешка на бяло поле c2 · бял кон на черно поле d2 · бяла пешка на черно поле f2 · бяла пешка на бяло поле g2 · бяла пешка на черно поле h2 · бял топ на черно поле a1 · бял офицер на черно поле c1 · бяла дама на бяло поле d1 · бял топ на черно поле e1 · бял цар на черно поле g1 | черен топ на бяло поле a8 · черен кон на черно поле b8 · черен офицер на бяло поле c8 · черна дама на черно поле d8 · черен топ на черно поле f8 · черен цар на бяло поле g8 · черна пешка на черно поле a7 · черна пешка на бяло поле b7 · черна пешка на бяло поле f7 · черна пешка на черно поле g7 · черна пешка на бяло поле h7 · черен офицер на черно поле d6 · черна пешка на бяло поле e6 · черна пешка на черно поле c5 · черен кон на бяло поле d5 · бял офицер на бяло поле c4 · бяла пешка на бяло поле b3 · бяла пешка на бяло поле d3 · бял кон на бяло поле f3 · бяла пешка на бяло поле a2 · бяла пешка на бяло поле c2 · бял кон на черно поле d2 · бяла пешка на черно поле f2 · бяла пешка на бяло поле g2 · бяла пешка на черно поле h2 · бял топ на черно поле a1 · бял офицер на черно поле c1 · бяла дама на бяло поле d1 · бял топ на черно поле e1 · бял цар на черно поле g1 | черен топ на бяло поле a8 · черен кон на черно поле b8 · черен офицер на бяло поле c8 · черна дама на черно поле d8 · черен топ на черно поле f8 · черен цар на бяло поле g8 · черна пешка на черно поле a7 · черна пешка на бяло поле b7 · черна пешка на бяло поле f7 · черна пешка на черно поле g7 · черна пешка на бяло поле h7 · черен офицер на черно поле d6 · черна пешка на бяло поле e6 · черна пешка на черно поле c5 · черен кон на бяло поле d5 · бял офицер на бяло поле c4 · бяла пешка на бяло поле b3 · бяла пешка на бяло поле d3 · бял кон на бяло поле f3 · бяла пешка на бяло поле a2 · бяла пешка на бяло поле c2 · бял кон на черно поле d2 · бяла пешка на черно поле f2 · бяла пешка на бяло поле g2 · бяла пешка на черно поле h2 · бял топ на черно поле a1 · бял офицер на черно поле c1 · бяла дама на бяло поле d1 · бял топ на черно поле e1 · бял цар на черно поле g1 | черен топ на бяло поле a8 · черен кон на черно поле b8 · черен офицер на бяло поле c8 · черна дама на черно поле d8 · черен топ на черно поле f8 · черен цар на бяло поле g8 · черна пешка на черно поле a7 · черна пешка на бяло поле b7 · черна пешка на бяло поле f7 · черна пешка на черно поле g7 · черна пешка на бяло поле h7 · черен офицер на черно поле d6 · черна пешка на бяло поле e6 · черна пешка на черно поле c5 · черен кон на бяло поле d5 · бял офицер на бяло поле c4 · бяла пешка на бяло поле b3 · бяла пешка на бяло поле d3 · бял кон на бяло поле f3 · бяла пешка на бяло поле a2 · бяла пешка на бяло поле c2 · бял кон на черно поле d2 · бяла пешка на черно поле f2 · бяла пешка на бяло поле g2 · бяла пешка на черно поле h2 · бял топ на черно поле a1 · бял офицер на черно поле c1 · бяла дама на бяло поле d1 · бял топ на черно поле e1 · бял цар на черно поле g1 | черен топ на бяло поле a8 · черен кон на черно поле b8 · черен офицер на бяло поле c8 · черна дама на черно поле d8 · черен топ на черно поле f8 · черен цар на бяло поле g8 · черна пешка на черно поле a7 · черна пешка на бяло поле b7 · черна пешка на бяло поле f7 · черна пешка на черно поле g7 · черна пешка на бяло поле h7 · черен офицер на черно поле d6 · черна пешка на бяло поле e6 · черна пешка на черно поле c5 · черен кон на бяло поле d5 · бял офицер на бяло поле c4 · бяла пешка на бяло поле b3 · бяла пешка на бяло поле d3 · бял кон на бяло поле f3 · бяла пешка на бяло поле a2 · бяла пешка на бяло поле c2 · бял кон на черно поле d2 · бяла пешка на черно поле f2 · бяла пешка на бяло поле g2 · бяла пешка на черно поле h2 · бял топ на черно поле a1 · бял офицер на черно поле c1 · бяла дама на бяло поле d1 · бял топ на черно поле e1 · бял цар на черно поле g1 | черен топ на бяло поле a8 · черен кон на черно поле b8 · черен офицер на бяло поле c8 · черна дама на черно поле d8 · черен топ на черно поле f8 · черен цар на бяло поле g8 · черна пешка на черно поле a7 · черна пешка на бяло поле b7 · черна пешка на бяло поле f7 · черна пешка на черно поле g7 · черна пешка на бяло поле h7 · черен офицер на черно поле d6 · черна пешка на бяло поле e6 · черна пешка на черно поле c5 · черен кон на бяло поле d5 · бял офицер на бяло поле c4 · бяла пешка на бяло поле b3 · бяла пешка на бяло поле d3 · бял кон на бяло поле f3 · бяла пешка на бяло поле a2 · бяла пешка на бяло поле c2 · бял кон на черно поле d2 · бяла пешка на черно поле f2 · бяла пешка на бяло поле g2 · бяла пешка на черно поле h2 · бял топ на черно поле a1 · бял офицер на черно поле c1 · бяла дама на бяло поле d1 · бял топ на черно поле e1 · бял цар на черно поле g1 | черен топ на бяло поле a8 · черен кон на черно поле b8 · черен офицер на бяло поле c8 · черна дама на черно поле d8 · черен топ на черно поле f8 · черен цар на бяло поле g8 · черна пешка на черно поле a7 · черна пешка на бяло поле b7 · черна пешка на бяло поле f7 · черна пешка на черно поле g7 · черна пешка на бяло поле h7 · черен офицер на черно поле d6 · черна пешка на бяло поле e6 · черна пешка на черно поле c5 · черен кон на бяло поле d5 · бял офицер на бяло поле c4 · бяла пешка на бяло поле b3 · бяла пешка на бяло поле d3 · бял кон на бяло поле f3 · бяла пешка на бяло поле a2 · бяла пешка на бяло поле c2 · бял кон на черно поле d2 · бяла пешка на черно поле f2 · бяла пешка на бяло поле g2 · бяла пешка на черно поле h2 · бял топ на черно поле a1 · бял офицер на черно поле c1 · бяла дама на бяло поле d1 · бял топ на черно поле e1 · бял цар на черно поле g1 | черен топ на бяло поле a8 · черен кон на черно поле b8 · черен офицер на бяло поле c8 · черна дама на черно поле d8 · черен топ на черно поле f8 · черен цар на бяло поле g8 · черна пешка на черно поле a7 · черна пешка на бяло поле b7 · черна пешка на бяло поле f7 · черна пешка на черно поле g7 · черна пешка на бяло поле h7 · черен офицер на черно поле d6 · черна пешка на бяло поле e6 · черна пешка на черно поле c5 · черен кон на бяло поле d5 · бял офицер на бяло поле c4 · бяла пешка на бяло поле b3 · бяла пешка на бяло поле d3 · бял кон на бяло поле f3 · бяла пешка на бяло поле a2 · бяла пешка на бяло поле c2 · бял кон на черно поле d2 · бяла пешка на черно поле f2 · бяла пешка на бяло поле g2 · бяла пешка на черно поле h2 · бял топ на черно поле a1 · бял офицер на черно поле c1 · бяла дама на бяло поле d1 · бял топ на черно поле e1 · бял цар на черно поле g1 | 7 |
| 6 | черен топ на бяло поле a8 · черен кон на черно поле b8 · черен офицер на бяло поле c8 · черна дама на черно поле d8 · черен топ на черно поле f8 · черен цар на бяло поле g8 · черна пешка на черно поле a7 · черна пешка на бяло поле b7 · черна пешка на бяло поле f7 · черна пешка на черно поле g7 · черна пешка на бяло поле h7 · черен офицер на черно поле d6 · черна пешка на бяло поле e6 · черна пешка на черно поле c5 · черен кон на бяло поле d5 · бял офицер на бяло поле c4 · бяла пешка на бяло поле b3 · бяла пешка на бяло поле d3 · бял кон на бяло поле f3 · бяла пешка на бяло поле a2 · бяла пешка на бяло поле c2 · бял кон на черно поле d2 · бяла пешка на черно поле f2 · бяла пешка на бяло поле g2 · бяла пешка на черно поле h2 · бял топ на черно поле a1 · бял офицер на черно поле c1 · бяла дама на бяло поле d1 · бял топ на черно поле e1 · бял цар на черно поле g1 | черен топ на бяло поле a8 · черен кон на черно поле b8 · черен офицер на бяло поле c8 · черна дама на черно поле d8 · черен топ на черно поле f8 · черен цар на бяло поле g8 · черна пешка на черно поле a7 · черна пешка на бяло поле b7 · черна пешка на бяло поле f7 · черна пешка на черно поле g7 · черна пешка на бяло поле h7 · черен офицер на черно поле d6 · черна пешка на бяло поле e6 · черна пешка на черно поле c5 · черен кон на бяло поле d5 · бял офицер на бяло поле c4 · бяла пешка на бяло поле b3 · бяла пешка на бяло поле d3 · бял кон на бяло поле f3 · бяла пешка на бяло поле a2 · бяла пешка на бяло поле c2 · бял кон на черно поле d2 · бяла пешка на черно поле f2 · бяла пешка на бяло поле g2 · бяла пешка на черно поле h2 · бял топ на черно поле a1 · бял офицер на черно поле c1 · бяла дама на бяло поле d1 · бял топ на черно поле e1 · бял цар на черно поле g1 | черен топ на бяло поле a8 · черен кон на черно поле b8 · черен офицер на бяло поле c8 · черна дама на черно поле d8 · черен топ на черно поле f8 · черен цар на бяло поле g8 · черна пешка на черно поле a7 · черна пешка на бяло поле b7 · черна пешка на бяло поле f7 · черна пешка на черно поле g7 · черна пешка на бяло поле h7 · черен офицер на черно поле d6 · черна пешка на бяло поле e6 · черна пешка на черно поле c5 · черен кон на бяло поле d5 · бял офицер на бяло поле c4 · бяла пешка на бяло поле b3 · бяла пешка на бяло поле d3 · бял кон на бяло поле f3 · бяла пешка на бяло поле a2 · бяла пешка на бяло поле c2 · бял кон на черно поле d2 · бяла пешка на черно поле f2 · бяла пешка на бяло поле g2 · бяла пешка на черно поле h2 · бял топ на черно поле a1 · бял офицер на черно поле c1 · бяла дама на бяло поле d1 · бял топ на черно поле e1 · бял цар на черно поле g1 | черен топ на бяло поле a8 · черен кон на черно поле b8 · черен офицер на бяло поле c8 · черна дама на черно поле d8 · черен топ на черно поле f8 · черен цар на бяло поле g8 · черна пешка на черно поле a7 · черна пешка на бяло поле b7 · черна пешка на бяло поле f7 · черна пешка на черно поле g7 · черна пешка на бяло поле h7 · черен офицер на черно поле d6 · черна пешка на бяло поле e6 · черна пешка на черно поле c5 · черен кон на бяло поле d5 · бял офицер на бяло поле c4 · бяла пешка на бяло поле b3 · бяла пешка на бяло поле d3 · бял кон на бяло поле f3 · бяла пешка на бяло поле a2 · бяла пешка на бяло поле c2 · бял кон на черно поле d2 · бяла пешка на черно поле f2 · бяла пешка на бяло поле g2 · бяла пешка на черно поле h2 · бял топ на черно поле a1 · бял офицер на черно поле c1 · бяла дама на бяло поле d1 · бял топ на черно поле e1 · бял цар на черно поле g1 | черен топ на бяло поле a8 · черен кон на черно поле b8 · черен офицер на бяло поле c8 · черна дама на черно поле d8 · черен топ на черно поле f8 · черен цар на бяло поле g8 · черна пешка на черно поле a7 · черна пешка на бяло поле b7 · черна пешка на бяло поле f7 · черна пешка на черно поле g7 · черна пешка на бяло поле h7 · черен офицер на черно поле d6 · черна пешка на бяло поле e6 · черна пешка на черно поле c5 · черен кон на бяло поле d5 · бял офицер на бяло поле c4 · бяла пешка на бяло поле b3 · бяла пешка на бяло поле d3 · бял кон на бяло поле f3 · бяла пешка на бяло поле a2 · бяла пешка на бяло поле c2 · бял кон на черно поле d2 · бяла пешка на черно поле f2 · бяла пешка на бяло поле g2 · бяла пешка на черно поле h2 · бял топ на черно поле a1 · бял офицер на черно поле c1 · бяла дама на бяло поле d1 · бял топ на черно поле e1 · бял цар на черно поле g1 | черен топ на бяло поле a8 · черен кон на черно поле b8 · черен офицер на бяло поле c8 · черна дама на черно поле d8 · черен топ на черно поле f8 · черен цар на бяло поле g8 · черна пешка на черно поле a7 · черна пешка на бяло поле b7 · черна пешка на бяло поле f7 · черна пешка на черно поле g7 · черна пешка на бяло поле h7 · черен офицер на черно поле d6 · черна пешка на бяло поле e6 · черна пешка на черно поле c5 · черен кон на бяло поле d5 · бял офицер на бяло поле c4 · бяла пешка на бяло поле b3 · бяла пешка на бяло поле d3 · бял кон на бяло поле f3 · бяла пешка на бяло поле a2 · бяла пешка на бяло поле c2 · бял кон на черно поле d2 · бяла пешка на черно поле f2 · бяла пешка на бяло поле g2 · бяла пешка на черно поле h2 · бял топ на черно поле a1 · бял офицер на черно поле c1 · бяла дама на бяло поле d1 · бял топ на черно поле e1 · бял цар на черно поле g1 | черен топ на бяло поле a8 · черен кон на черно поле b8 · черен офицер на бяло поле c8 · черна дама на черно поле d8 · черен топ на черно поле f8 · черен цар на бяло поле g8 · черна пешка на черно поле a7 · черна пешка на бяло поле b7 · черна пешка на бяло поле f7 · черна пешка на черно поле g7 · черна пешка на бяло поле h7 · черен офицер на черно поле d6 · черна пешка на бяло поле e6 · черна пешка на черно поле c5 · черен кон на бяло поле d5 · бял офицер на бяло поле c4 · бяла пешка на бяло поле b3 · бяла пешка на бяло поле d3 · бял кон на бяло поле f3 · бяла пешка на бяло поле a2 · бяла пешка на бяло поле c2 · бял кон на черно поле d2 · бяла пешка на черно поле f2 · бяла пешка на бяло поле g2 · бяла пешка на черно поле h2 · бял топ на черно поле a1 · бял офицер на черно поле c1 · бяла дама на бяло поле d1 · бял топ на черно поле e1 · бял цар на черно поле g1 | черен топ на бяло поле a8 · черен кон на черно поле b8 · черен офицер на бяло поле c8 · черна дама на черно поле d8 · черен топ на черно поле f8 · черен цар на бяло поле g8 · черна пешка на черно поле a7 · черна пешка на бяло поле b7 · черна пешка на бяло поле f7 · черна пешка на черно поле g7 · черна пешка на бяло поле h7 · черен офицер на черно поле d6 · черна пешка на бяло поле e6 · черна пешка на черно поле c5 · черен кон на бяло поле d5 · бял офицер на бяло поле c4 · бяла пешка на бяло поле b3 · бяла пешка на бяло поле d3 · бял кон на бяло поле f3 · бяла пешка на бяло поле a2 · бяла пешка на бяло поле c2 · бял кон на черно поле d2 · бяла пешка на черно поле f2 · бяла пешка на бяло поле g2 · бяла пешка на черно поле h2 · бял топ на черно поле a1 · бял офицер на черно поле c1 · бяла дама на бяло поле d1 · бял топ на черно поле e1 · бял цар на черно поле g1 | 6 |
| 5 | черен топ на бяло поле a8 · черен кон на черно поле b8 · черен офицер на бяло поле c8 · черна дама на черно поле d8 · черен топ на черно поле f8 · черен цар на бяло поле g8 · черна пешка на черно поле a7 · черна пешка на бяло поле b7 · черна пешка на бяло поле f7 · черна пешка на черно поле g7 · черна пешка на бяло поле h7 · черен офицер на черно поле d6 · черна пешка на бяло поле e6 · черна пешка на черно поле c5 · черен кон на бяло поле d5 · бял офицер на бяло поле c4 · бяла пешка на бяло поле b3 · бяла пешка на бяло поле d3 · бял кон на бяло поле f3 · бяла пешка на бяло поле a2 · бяла пешка на бяло поле c2 · бял кон на черно поле d2 · бяла пешка на черно поле f2 · бяла пешка на бяло поле g2 · бяла пешка на черно поле h2 · бял топ на черно поле a1 · бял офицер на черно поле c1 · бяла дама на бяло поле d1 · бял топ на черно поле e1 · бял цар на черно поле g1 | черен топ на бяло поле a8 · черен кон на черно поле b8 · черен офицер на бяло поле c8 · черна дама на черно поле d8 · черен топ на черно поле f8 · черен цар на бяло поле g8 · черна пешка на черно поле a7 · черна пешка на бяло поле b7 · черна пешка на бяло поле f7 · черна пешка на черно поле g7 · черна пешка на бяло поле h7 · черен офицер на черно поле d6 · черна пешка на бяло поле e6 · черна пешка на черно поле c5 · черен кон на бяло поле d5 · бял офицер на бяло поле c4 · бяла пешка на бяло поле b3 · бяла пешка на бяло поле d3 · бял кон на бяло поле f3 · бяла пешка на бяло поле a2 · бяла пешка на бяло поле c2 · бял кон на черно поле d2 · бяла пешка на черно поле f2 · бяла пешка на бяло поле g2 · бяла пешка на черно поле h2 · бял топ на черно поле a1 · бял офицер на черно поле c1 · бяла дама на бяло поле d1 · бял топ на черно поле e1 · бял цар на черно поле g1 | черен топ на бяло поле a8 · черен кон на черно поле b8 · черен офицер на бяло поле c8 · черна дама на черно поле d8 · черен топ на черно поле f8 · черен цар на бяло поле g8 · черна пешка на черно поле a7 · черна пешка на бяло поле b7 · черна пешка на бяло поле f7 · черна пешка на черно поле g7 · черна пешка на бяло поле h7 · черен офицер на черно поле d6 · черна пешка на бяло поле e6 · черна пешка на черно поле c5 · черен кон на бяло поле d5 · бял офицер на бяло поле c4 · бяла пешка на бяло поле b3 · бяла пешка на бяло поле d3 · бял кон на бяло поле f3 · бяла пешка на бяло поле a2 · бяла пешка на бяло поле c2 · бял кон на черно поле d2 · бяла пешка на черно поле f2 · бяла пешка на бяло поле g2 · бяла пешка на черно поле h2 · бял топ на черно поле a1 · бял офицер на черно поле c1 · бяла дама на бяло поле d1 · бял топ на черно поле e1 · бял цар на черно поле g1 | черен топ на бяло поле a8 · черен кон на черно поле b8 · черен офицер на бяло поле c8 · черна дама на черно поле d8 · черен топ на черно поле f8 · черен цар на бяло поле g8 · черна пешка на черно поле a7 · черна пешка на бяло поле b7 · черна пешка на бяло поле f7 · черна пешка на черно поле g7 · черна пешка на бяло поле h7 · черен офицер на черно поле d6 · черна пешка на бяло поле e6 · черна пешка на черно поле c5 · черен кон на бяло поле d5 · бял офицер на бяло поле c4 · бяла пешка на бяло поле b3 · бяла пешка на бяло поле d3 · бял кон на бяло поле f3 · бяла пешка на бяло поле a2 · бяла пешка на бяло поле c2 · бял кон на черно поле d2 · бяла пешка на черно поле f2 · бяла пешка на бяло поле g2 · бяла пешка на черно поле h2 · бял топ на черно поле a1 · бял офицер на черно поле c1 · бяла дама на бяло поле d1 · бял топ на черно поле e1 · бял цар на черно поле g1 | черен топ на бяло поле a8 · черен кон на черно поле b8 · черен офицер на бяло поле c8 · черна дама на черно поле d8 · черен топ на черно поле f8 · черен цар на бяло поле g8 · черна пешка на черно поле a7 · черна пешка на бяло поле b7 · черна пешка на бяло поле f7 · черна пешка на черно поле g7 · черна пешка на бяло поле h7 · черен офицер на черно поле d6 · черна пешка на бяло поле e6 · черна пешка на черно поле c5 · черен кон на бяло поле d5 · бял офицер на бяло поле c4 · бяла пешка на бяло поле b3 · бяла пешка на бяло поле d3 · бял кон на бяло поле f3 · бяла пешка на бяло поле a2 · бяла пешка на бяло поле c2 · бял кон на черно поле d2 · бяла пешка на черно поле f2 · бяла пешка на бяло поле g2 · бяла пешка на черно поле h2 · бял топ на черно поле a1 · бял офицер на черно поле c1 · бяла дама на бяло поле d1 · бял топ на черно поле e1 · бял цар на черно поле g1 | черен топ на бяло поле a8 · черен кон на черно поле b8 · черен офицер на бяло поле c8 · черна дама на черно поле d8 · черен топ на черно поле f8 · черен цар на бяло поле g8 · черна пешка на черно поле a7 · черна пешка на бяло поле b7 · черна пешка на бяло поле f7 · черна пешка на черно поле g7 · черна пешка на бяло поле h7 · черен офицер на черно поле d6 · черна пешка на бяло поле e6 · черна пешка на черно поле c5 · черен кон на бяло поле d5 · бял офицер на бяло поле c4 · бяла пешка на бяло поле b3 · бяла пешка на бяло поле d3 · бял кон на бяло поле f3 · бяла пешка на бяло поле a2 · бяла пешка на бяло поле c2 · бял кон на черно поле d2 · бяла пешка на черно поле f2 · бяла пешка на бяло поле g2 · бяла пешка на черно поле h2 · бял топ на черно поле a1 · бял офицер на черно поле c1 · бяла дама на бяло поле d1 · бял топ на черно поле e1 · бял цар на черно поле g1 | черен топ на бяло поле a8 · черен кон на черно поле b8 · черен офицер на бяло поле c8 · черна дама на черно поле d8 · черен топ на черно поле f8 · черен цар на бяло поле g8 · черна пешка на черно поле a7 · черна пешка на бяло поле b7 · черна пешка на бяло поле f7 · черна пешка на черно поле g7 · черна пешка на бяло поле h7 · черен офицер на черно поле d6 · черна пешка на бяло поле e6 · черна пешка на черно поле c5 · черен кон на бяло поле d5 · бял офицер на бяло поле c4 · бяла пешка на бяло поле b3 · бяла пешка на бяло поле d3 · бял кон на бяло поле f3 · бяла пешка на бяло поле a2 · бяла пешка на бяло поле c2 · бял кон на черно поле d2 · бяла пешка на черно поле f2 · бяла пешка на бяло поле g2 · бяла пешка на черно поле h2 · бял топ на черно поле a1 · бял офицер на черно поле c1 · бяла дама на бяло поле d1 · бял топ на черно поле e1 · бял цар на черно поле g1 | черен топ на бяло поле a8 · черен кон на черно поле b8 · черен офицер на бяло поле c8 · черна дама на черно поле d8 · черен топ на черно поле f8 · черен цар на бяло поле g8 · черна пешка на черно поле a7 · черна пешка на бяло поле b7 · черна пешка на бяло поле f7 · черна пешка на черно поле g7 · черна пешка на бяло поле h7 · черен офицер на черно поле d6 · черна пешка на бяло поле e6 · черна пешка на черно поле c5 · черен кон на бяло поле d5 · бял офицер на бяло поле c4 · бяла пешка на бяло поле b3 · бяла пешка на бяло поле d3 · бял кон на бяло поле f3 · бяла пешка на бяло поле a2 · бяла пешка на бяло поле c2 · бял кон на черно поле d2 · бяла пешка на черно поле f2 · бяла пешка на бяло поле g2 · бяла пешка на черно поле h2 · бял топ на черно поле a1 · бял офицер на черно поле c1 · бяла дама на бяло поле d1 · бял топ на черно поле e1 · бял цар на черно поле g1 | 5 |
| 4 | черен топ на бяло поле a8 · черен кон на черно поле b8 · черен офицер на бяло поле c8 · черна дама на черно поле d8 · черен топ на черно поле f8 · черен цар на бяло поле g8 · черна пешка на черно поле a7 · черна пешка на бяло поле b7 · черна пешка на бяло поле f7 · черна пешка на черно поле g7 · черна пешка на бяло поле h7 · черен офицер на черно поле d6 · черна пешка на бяло поле e6 · черна пешка на черно поле c5 · черен кон на бяло поле d5 · бял офицер на бяло поле c4 · бяла пешка на бяло поле b3 · бяла пешка на бяло поле d3 · бял кон на бяло поле f3 · бяла пешка на бяло поле a2 · бяла пешка на бяло поле c2 · бял кон на черно поле d2 · бяла пешка на черно поле f2 · бяла пешка на бяло поле g2 · бяла пешка на черно поле h2 · бял топ на черно поле a1 · бял офицер на черно поле c1 · бяла дама на бяло поле d1 · бял топ на черно поле e1 · бял цар на черно поле g1 | черен топ на бяло поле a8 · черен кон на черно поле b8 · черен офицер на бяло поле c8 · черна дама на черно поле d8 · черен топ на черно поле f8 · черен цар на бяло поле g8 · черна пешка на черно поле a7 · черна пешка на бяло поле b7 · черна пешка на бяло поле f7 · черна пешка на черно поле g7 · черна пешка на бяло поле h7 · черен офицер на черно поле d6 · черна пешка на бяло поле e6 · черна пешка на черно поле c5 · черен кон на бяло поле d5 · бял офицер на бяло поле c4 · бяла пешка на бяло поле b3 · бяла пешка на бяло поле d3 · бял кон на бяло поле f3 · бяла пешка на бяло поле a2 · бяла пешка на бяло поле c2 · бял кон на черно поле d2 · бяла пешка на черно поле f2 · бяла пешка на бяло поле g2 · бяла пешка на черно поле h2 · бял топ на черно поле a1 · бял офицер на черно поле c1 · бяла дама на бяло поле d1 · бял топ на черно поле e1 · бял цар на черно поле g1 | черен топ на бяло поле a8 · черен кон на черно поле b8 · черен офицер на бяло поле c8 · черна дама на черно поле d8 · черен топ на черно поле f8 · черен цар на бяло поле g8 · черна пешка на черно поле a7 · черна пешка на бяло поле b7 · черна пешка на бяло поле f7 · черна пешка на черно поле g7 · черна пешка на бяло поле h7 · черен офицер на черно поле d6 · черна пешка на бяло поле e6 · черна пешка на черно поле c5 · черен кон на бяло поле d5 · бял офицер на бяло поле c4 · бяла пешка на бяло поле b3 · бяла пешка на бяло поле d3 · бял кон на бяло поле f3 · бяла пешка на бяло поле a2 · бяла пешка на бяло поле c2 · бял кон на черно поле d2 · бяла пешка на черно поле f2 · бяла пешка на бяло поле g2 · бяла пешка на черно поле h2 · бял топ на черно поле a1 · бял офицер на черно поле c1 · бяла дама на бяло поле d1 · бял топ на черно поле e1 · бял цар на черно поле g1 | черен топ на бяло поле a8 · черен кон на черно поле b8 · черен офицер на бяло поле c8 · черна дама на черно поле d8 · черен топ на черно поле f8 · черен цар на бяло поле g8 · черна пешка на черно поле a7 · черна пешка на бяло поле b7 · черна пешка на бяло поле f7 · черна пешка на черно поле g7 · черна пешка на бяло поле h7 · черен офицер на черно поле d6 · черна пешка на бяло поле e6 · черна пешка на черно поле c5 · черен кон на бяло поле d5 · бял офицер на бяло поле c4 · бяла пешка на бяло поле b3 · бяла пешка на бяло поле d3 · бял кон на бяло поле f3 · бяла пешка на бяло поле a2 · бяла пешка на бяло поле c2 · бял кон на черно поле d2 · бяла пешка на черно поле f2 · бяла пешка на бяло поле g2 · бяла пешка на черно поле h2 · бял топ на черно поле a1 · бял офицер на черно поле c1 · бяла дама на бяло поле d1 · бял топ на черно поле e1 · бял цар на черно поле g1 | черен топ на бяло поле a8 · черен кон на черно поле b8 · черен офицер на бяло поле c8 · черна дама на черно поле d8 · черен топ на черно поле f8 · черен цар на бяло поле g8 · черна пешка на черно поле a7 · черна пешка на бяло поле b7 · черна пешка на бяло поле f7 · черна пешка на черно поле g7 · черна пешка на бяло поле h7 · черен офицер на черно поле d6 · черна пешка на бяло поле e6 · черна пешка на черно поле c5 · черен кон на бяло поле d5 · бял офицер на бяло поле c4 · бяла пешка на бяло поле b3 · бяла пешка на бяло поле d3 · бял кон на бяло поле f3 · бяла пешка на бяло поле a2 · бяла пешка на бяло поле c2 · бял кон на черно поле d2 · бяла пешка на черно поле f2 · бяла пешка на бяло поле g2 · бяла пешка на черно поле h2 · бял топ на черно поле a1 · бял офицер на черно поле c1 · бяла дама на бяло поле d1 · бял топ на черно поле e1 · бял цар на черно поле g1 | черен топ на бяло поле a8 · черен кон на черно поле b8 · черен офицер на бяло поле c8 · черна дама на черно поле d8 · черен топ на черно поле f8 · черен цар на бяло поле g8 · черна пешка на черно поле a7 · черна пешка на бяло поле b7 · черна пешка на бяло поле f7 · черна пешка на черно поле g7 · черна пешка на бяло поле h7 · черен офицер на черно поле d6 · черна пешка на бяло поле e6 · черна пешка на черно поле c5 · черен кон на бяло поле d5 · бял офицер на бяло поле c4 · бяла пешка на бяло поле b3 · бяла пешка на бяло поле d3 · бял кон на бяло поле f3 · бяла пешка на бяло поле a2 · бяла пешка на бяло поле c2 · бял кон на черно поле d2 · бяла пешка на черно поле f2 · бяла пешка на бяло поле g2 · бяла пешка на черно поле h2 · бял топ на черно поле a1 · бял офицер на черно поле c1 · бяла дама на бяло поле d1 · бял топ на черно поле e1 · бял цар на черно поле g1 | черен топ на бяло поле a8 · черен кон на черно поле b8 · черен офицер на бяло поле c8 · черна дама на черно поле d8 · черен топ на черно поле f8 · черен цар на бяло поле g8 · черна пешка на черно поле a7 · черна пешка на бяло поле b7 · черна пешка на бяло поле f7 · черна пешка на черно поле g7 · черна пешка на бяло поле h7 · черен офицер на черно поле d6 · черна пешка на бяло поле e6 · черна пешка на черно поле c5 · черен кон на бяло поле d5 · бял офицер на бяло поле c4 · бяла пешка на бяло поле b3 · бяла пешка на бяло поле d3 · бял кон на бяло поле f3 · бяла пешка на бяло поле a2 · бяла пешка на бяло поле c2 · бял кон на черно поле d2 · бяла пешка на черно поле f2 · бяла пешка на бяло поле g2 · бяла пешка на черно поле h2 · бял топ на черно поле a1 · бял офицер на черно поле c1 · бяла дама на бяло поле d1 · бял топ на черно поле e1 · бял цар на черно поле g1 | черен топ на бяло поле a8 · черен кон на черно поле b8 · черен офицер на бяло поле c8 · черна дама на черно поле d8 · черен топ на черно поле f8 · черен цар на бяло поле g8 · черна пешка на черно поле a7 · черна пешка на бяло поле b7 · черна пешка на бяло поле f7 · черна пешка на черно поле g7 · черна пешка на бяло поле h7 · черен офицер на черно поле d6 · черна пешка на бяло поле e6 · черна пешка на черно поле c5 · черен кон на бяло поле d5 · бял офицер на бяло поле c4 · бяла пешка на бяло поле b3 · бяла пешка на бяло поле d3 · бял кон на бяло поле f3 · бяла пешка на бяло поле a2 · бяла пешка на бяло поле c2 · бял кон на черно поле d2 · бяла пешка на черно поле f2 · бяла пешка на бяло поле g2 · бяла пешка на черно поле h2 · бял топ на черно поле a1 · бял офицер на черно поле c1 · бяла дама на бяло поле d1 · бял топ на черно поле e1 · бял цар на черно поле g1 | 4 |
| 3 | черен топ на бяло поле a8 · черен кон на черно поле b8 · черен офицер на бяло поле c8 · черна дама на черно поле d8 · черен топ на черно поле f8 · черен цар на бяло поле g8 · черна пешка на черно поле a7 · черна пешка на бяло поле b7 · черна пешка на бяло поле f7 · черна пешка на черно поле g7 · черна пешка на бяло поле h7 · черен офицер на черно поле d6 · черна пешка на бяло поле e6 · черна пешка на черно поле c5 · черен кон на бяло поле d5 · бял офицер на бяло поле c4 · бяла пешка на бяло поле b3 · бяла пешка на бяло поле d3 · бял кон на бяло поле f3 · бяла пешка на бяло поле a2 · бяла пешка на бяло поле c2 · бял кон на черно поле d2 · бяла пешка на черно поле f2 · бяла пешка на бяло поле g2 · бяла пешка на черно поле h2 · бял топ на черно поле a1 · бял офицер на черно поле c1 · бяла дама на бяло поле d1 · бял топ на черно поле e1 · бял цар на черно поле g1 | черен топ на бяло поле a8 · черен кон на черно поле b8 · черен офицер на бяло поле c8 · черна дама на черно поле d8 · черен топ на черно поле f8 · черен цар на бяло поле g8 · черна пешка на черно поле a7 · черна пешка на бяло поле b7 · черна пешка на бяло поле f7 · черна пешка на черно поле g7 · черна пешка на бяло поле h7 · черен офицер на черно поле d6 · черна пешка на бяло поле e6 · черна пешка на черно поле c5 · черен кон на бяло поле d5 · бял офицер на бяло поле c4 · бяла пешка на бяло поле b3 · бяла пешка на бяло поле d3 · бял кон на бяло поле f3 · бяла пешка на бяло поле a2 · бяла пешка на бяло поле c2 · бял кон на черно поле d2 · бяла пешка на черно поле f2 · бяла пешка на бяло поле g2 · бяла пешка на черно поле h2 · бял топ на черно поле a1 · бял офицер на черно поле c1 · бяла дама на бяло поле d1 · бял топ на черно поле e1 · бял цар на черно поле g1 | черен топ на бяло поле a8 · черен кон на черно поле b8 · черен офицер на бяло поле c8 · черна дама на черно поле d8 · черен топ на черно поле f8 · черен цар на бяло поле g8 · черна пешка на черно поле a7 · черна пешка на бяло поле b7 · черна пешка на бяло поле f7 · черна пешка на черно поле g7 · черна пешка на бяло поле h7 · черен офицер на черно поле d6 · черна пешка на бяло поле e6 · черна пешка на черно поле c5 · черен кон на бяло поле d5 · бял офицер на бяло поле c4 · бяла пешка на бяло поле b3 · бяла пешка на бяло поле d3 · бял кон на бяло поле f3 · бяла пешка на бяло поле a2 · бяла пешка на бяло поле c2 · бял кон на черно поле d2 · бяла пешка на черно поле f2 · бяла пешка на бяло поле g2 · бяла пешка на черно поле h2 · бял топ на черно поле a1 · бял офицер на черно поле c1 · бяла дама на бяло поле d1 · бял топ на черно поле e1 · бял цар на черно поле g1 | черен топ на бяло поле a8 · черен кон на черно поле b8 · черен офицер на бяло поле c8 · черна дама на черно поле d8 · черен топ на черно поле f8 · черен цар на бяло поле g8 · черна пешка на черно поле a7 · черна пешка на бяло поле b7 · черна пешка на бяло поле f7 · черна пешка на черно поле g7 · черна пешка на бяло поле h7 · черен офицер на черно поле d6 · черна пешка на бяло поле e6 · черна пешка на черно поле c5 · черен кон на бяло поле d5 · бял офицер на бяло поле c4 · бяла пешка на бяло поле b3 · бяла пешка на бяло поле d3 · бял кон на бяло поле f3 · бяла пешка на бяло поле a2 · бяла пешка на бяло поле c2 · бял кон на черно поле d2 · бяла пешка на черно поле f2 · бяла пешка на бяло поле g2 · бяла пешка на черно поле h2 · бял топ на черно поле a1 · бял офицер на черно поле c1 · бяла дама на бяло поле d1 · бял топ на черно поле e1 · бял цар на черно поле g1 | черен топ на бяло поле a8 · черен кон на черно поле b8 · черен офицер на бяло поле c8 · черна дама на черно поле d8 · черен топ на черно поле f8 · черен цар на бяло поле g8 · черна пешка на черно поле a7 · черна пешка на бяло поле b7 · черна пешка на бяло поле f7 · черна пешка на черно поле g7 · черна пешка на бяло поле h7 · черен офицер на черно поле d6 · черна пешка на бяло поле e6 · черна пешка на черно поле c5 · черен кон на бяло поле d5 · бял офицер на бяло поле c4 · бяла пешка на бяло поле b3 · бяла пешка на бяло поле d3 · бял кон на бяло поле f3 · бяла пешка на бяло поле a2 · бяла пешка на бяло поле c2 · бял кон на черно поле d2 · бяла пешка на черно поле f2 · бяла пешка на бяло поле g2 · бяла пешка на черно поле h2 · бял топ на черно поле a1 · бял офицер на черно поле c1 · бяла дама на бяло поле d1 · бял топ на черно поле e1 · бял цар на черно поле g1 | черен топ на бяло поле a8 · черен кон на черно поле b8 · черен офицер на бяло поле c8 · черна дама на черно поле d8 · черен топ на черно поле f8 · черен цар на бяло поле g8 · черна пешка на черно поле a7 · черна пешка на бяло поле b7 · черна пешка на бяло поле f7 · черна пешка на черно поле g7 · черна пешка на бяло поле h7 · черен офицер на черно поле d6 · черна пешка на бяло поле e6 · черна пешка на черно поле c5 · черен кон на бяло поле d5 · бял офицер на бяло поле c4 · бяла пешка на бяло поле b3 · бяла пешка на бяло поле d3 · бял кон на бяло поле f3 · бяла пешка на бяло поле a2 · бяла пешка на бяло поле c2 · бял кон на черно поле d2 · бяла пешка на черно поле f2 · бяла пешка на бяло поле g2 · бяла пешка на черно поле h2 · бял топ на черно поле a1 · бял офицер на черно поле c1 · бяла дама на бяло поле d1 · бял топ на черно поле e1 · бял цар на черно поле g1 | черен топ на бяло поле a8 · черен кон на черно поле b8 · черен офицер на бяло поле c8 · черна дама на черно поле d8 · черен топ на черно поле f8 · черен цар на бяло поле g8 · черна пешка на черно поле a7 · черна пешка на бяло поле b7 · черна пешка на бяло поле f7 · черна пешка на черно поле g7 · черна пешка на бяло поле h7 · черен офицер на черно поле d6 · черна пешка на бяло поле e6 · черна пешка на черно поле c5 · черен кон на бяло поле d5 · бял офицер на бяло поле c4 · бяла пешка на бяло поле b3 · бяла пешка на бяло поле d3 · бял кон на бяло поле f3 · бяла пешка на бяло поле a2 · бяла пешка на бяло поле c2 · бял кон на черно поле d2 · бяла пешка на черно поле f2 · бяла пешка на бяло поле g2 · бяла пешка на черно поле h2 · бял топ на черно поле a1 · бял офицер на черно поле c1 · бяла дама на бяло поле d1 · бял топ на черно поле e1 · бял цар на черно поле g1 | черен топ на бяло поле a8 · черен кон на черно поле b8 · черен офицер на бяло поле c8 · черна дама на черно поле d8 · черен топ на черно поле f8 · черен цар на бяло поле g8 · черна пешка на черно поле a7 · черна пешка на бяло поле b7 · черна пешка на бяло поле f7 · черна пешка на черно поле g7 · черна пешка на бяло поле h7 · черен офицер на черно поле d6 · черна пешка на бяло поле e6 · черна пешка на черно поле c5 · черен кон на бяло поле d5 · бял офицер на бяло поле c4 · бяла пешка на бяло поле b3 · бяла пешка на бяло поле d3 · бял кон на бяло поле f3 · бяла пешка на бяло поле a2 · бяла пешка на бяло поле c2 · бял кон на черно поле d2 · бяла пешка на черно поле f2 · бяла пешка на бяло поле g2 · бяла пешка на черно поле h2 · бял топ на черно поле a1 · бял офицер на черно поле c1 · бяла дама на бяло поле d1 · бял топ на черно поле e1 · бял цар на черно поле g1 | 3 |
| 2 | черен топ на бяло поле a8 · черен кон на черно поле b8 · черен офицер на бяло поле c8 · черна дама на черно поле d8 · черен топ на черно поле f8 · черен цар на бяло поле g8 · черна пешка на черно поле a7 · черна пешка на бяло поле b7 · черна пешка на бяло поле f7 · черна пешка на черно поле g7 · черна пешка на бяло поле h7 · черен офицер на черно поле d6 · черна пешка на бяло поле e6 · черна пешка на черно поле c5 · черен кон на бяло поле d5 · бял офицер на бяло поле c4 · бяла пешка на бяло поле b3 · бяла пешка на бяло поле d3 · бял кон на бяло поле f3 · бяла пешка на бяло поле a2 · бяла пешка на бяло поле c2 · бял кон на черно поле d2 · бяла пешка на черно поле f2 · бяла пешка на бяло поле g2 · бяла пешка на черно поле h2 · бял топ на черно поле a1 · бял офицер на черно поле c1 · бяла дама на бяло поле d1 · бял топ на черно поле e1 · бял цар на черно поле g1 | черен топ на бяло поле a8 · черен кон на черно поле b8 · черен офицер на бяло поле c8 · черна дама на черно поле d8 · черен топ на черно поле f8 · черен цар на бяло поле g8 · черна пешка на черно поле a7 · черна пешка на бяло поле b7 · черна пешка на бяло поле f7 · черна пешка на черно поле g7 · черна пешка на бяло поле h7 · черен офицер на черно поле d6 · черна пешка на бяло поле e6 · черна пешка на черно поле c5 · черен кон на бяло поле d5 · бял офицер на бяло поле c4 · бяла пешка на бяло поле b3 · бяла пешка на бяло поле d3 · бял кон на бяло поле f3 · бяла пешка на бяло поле a2 · бяла пешка на бяло поле c2 · бял кон на черно поле d2 · бяла пешка на черно поле f2 · бяла пешка на бяло поле g2 · бяла пешка на черно поле h2 · бял топ на черно поле a1 · бял офицер на черно поле c1 · бяла дама на бяло поле d1 · бял топ на черно поле e1 · бял цар на черно поле g1 | черен топ на бяло поле a8 · черен кон на черно поле b8 · черен офицер на бяло поле c8 · черна дама на черно поле d8 · черен топ на черно поле f8 · черен цар на бяло поле g8 · черна пешка на черно поле a7 · черна пешка на бяло поле b7 · черна пешка на бяло поле f7 · черна пешка на черно поле g7 · черна пешка на бяло поле h7 · черен офицер на черно поле d6 · черна пешка на бяло поле e6 · черна пешка на черно поле c5 · черен кон на бяло поле d5 · бял офицер на бяло поле c4 · бяла пешка на бяло поле b3 · бяла пешка на бяло поле d3 · бял кон на бяло поле f3 · бяла пешка на бяло поле a2 · бяла пешка на бяло поле c2 · бял кон на черно поле d2 · бяла пешка на черно поле f2 · бяла пешка на бяло поле g2 · бяла пешка на черно поле h2 · бял топ на черно поле a1 · бял офицер на черно поле c1 · бяла дама на бяло поле d1 · бял топ на черно поле e1 · бял цар на черно поле g1 | черен топ на бяло поле a8 · черен кон на черно поле b8 · черен офицер на бяло поле c8 · черна дама на черно поле d8 · черен топ на черно поле f8 · черен цар на бяло поле g8 · черна пешка на черно поле a7 · черна пешка на бяло поле b7 · черна пешка на бяло поле f7 · черна пешка на черно поле g7 · черна пешка на бяло поле h7 · черен офицер на черно поле d6 · черна пешка на бяло поле e6 · черна пешка на черно поле c5 · черен кон на бяло поле d5 · бял офицер на бяло поле c4 · бяла пешка на бяло поле b3 · бяла пешка на бяло поле d3 · бял кон на бяло поле f3 · бяла пешка на бяло поле a2 · бяла пешка на бяло поле c2 · бял кон на черно поле d2 · бяла пешка на черно поле f2 · бяла пешка на бяло поле g2 · бяла пешка на черно поле h2 · бял топ на черно поле a1 · бял офицер на черно поле c1 · бяла дама на бяло поле d1 · бял топ на черно поле e1 · бял цар на черно поле g1 | черен топ на бяло поле a8 · черен кон на черно поле b8 · черен офицер на бяло поле c8 · черна дама на черно поле d8 · черен топ на черно поле f8 · черен цар на бяло поле g8 · черна пешка на черно поле a7 · черна пешка на бяло поле b7 · черна пешка на бяло поле f7 · черна пешка на черно поле g7 · черна пешка на бяло поле h7 · черен офицер на черно поле d6 · черна пешка на бяло поле e6 · черна пешка на черно поле c5 · черен кон на бяло поле d5 · бял офицер на бяло поле c4 · бяла пешка на бяло поле b3 · бяла пешка на бяло поле d3 · бял кон на бяло поле f3 · бяла пешка на бяло поле a2 · бяла пешка на бяло поле c2 · бял кон на черно поле d2 · бяла пешка на черно поле f2 · бяла пешка на бяло поле g2 · бяла пешка на черно поле h2 · бял топ на черно поле a1 · бял офицер на черно поле c1 · бяла дама на бяло поле d1 · бял топ на черно поле e1 · бял цар на черно поле g1 | черен топ на бяло поле a8 · черен кон на черно поле b8 · черен офицер на бяло поле c8 · черна дама на черно поле d8 · черен топ на черно поле f8 · черен цар на бяло поле g8 · черна пешка на черно поле a7 · черна пешка на бяло поле b7 · черна пешка на бяло поле f7 · черна пешка на черно поле g7 · черна пешка на бяло поле h7 · черен офицер на черно поле d6 · черна пешка на бяло поле e6 · черна пешка на черно поле c5 · черен кон на бяло поле d5 · бял офицер на бяло поле c4 · бяла пешка на бяло поле b3 · бяла пешка на бяло поле d3 · бял кон на бяло поле f3 · бяла пешка на бяло поле a2 · бяла пешка на бяло поле c2 · бял кон на черно поле d2 · бяла пешка на черно поле f2 · бяла пешка на бяло поле g2 · бяла пешка на черно поле h2 · бял топ на черно поле a1 · бял офицер на черно поле c1 · бяла дама на бяло поле d1 · бял топ на черно поле e1 · бял цар на черно поле g1 | черен топ на бяло поле a8 · черен кон на черно поле b8 · черен офицер на бяло поле c8 · черна дама на черно поле d8 · черен топ на черно поле f8 · черен цар на бяло поле g8 · черна пешка на черно поле a7 · черна пешка на бяло поле b7 · черна пешка на бяло поле f7 · черна пешка на черно поле g7 · черна пешка на бяло поле h7 · черен офицер на черно поле d6 · черна пешка на бяло поле e6 · черна пешка на черно поле c5 · черен кон на бяло поле d5 · бял офицер на бяло поле c4 · бяла пешка на бяло поле b3 · бяла пешка на бяло поле d3 · бял кон на бяло поле f3 · бяла пешка на бяло поле a2 · бяла пешка на бяло поле c2 · бял кон на черно поле d2 · бяла пешка на черно поле f2 · бяла пешка на бяло поле g2 · бяла пешка на черно поле h2 · бял топ на черно поле a1 · бял офицер на черно поле c1 · бяла дама на бяло поле d1 · бял топ на черно поле e1 · бял цар на черно поле g1 | черен топ на бяло поле a8 · черен кон на черно поле b8 · черен офицер на бяло поле c8 · черна дама на черно поле d8 · черен топ на черно поле f8 · черен цар на бяло поле g8 · черна пешка на черно поле a7 · черна пешка на бяло поле b7 · черна пешка на бяло поле f7 · черна пешка на черно поле g7 · черна пешка на бяло поле h7 · черен офицер на черно поле d6 · черна пешка на бяло поле e6 · черна пешка на черно поле c5 · черен кон на бяло поле d5 · бял офицер на бяло поле c4 · бяла пешка на бяло поле b3 · бяла пешка на бяло поле d3 · бял кон на бяло поле f3 · бяла пешка на бяло поле a2 · бяла пешка на бяло поле c2 · бял кон на черно поле d2 · бяла пешка на черно поле f2 · бяла пешка на бяло поле g2 · бяла пешка на черно поле h2 · бял топ на черно поле a1 · бял офицер на черно поле c1 · бяла дама на бяло поле d1 · бял топ на черно поле e1 · бял цар на черно поле g1 | 2 |
| 1 | черен топ на бяло поле a8 · черен кон на черно поле b8 · черен офицер на бяло поле c8 · черна дама на черно поле d8 · черен топ на черно поле f8 · черен цар на бяло поле g8 · черна пешка на черно поле a7 · черна пешка на бяло поле b7 · черна пешка на бяло поле f7 · черна пешка на черно поле g7 · черна пешка на бяло поле h7 · черен офицер на черно поле d6 · черна пешка на бяло поле e6 · черна пешка на черно поле c5 · черен кон на бяло поле d5 · бял офицер на бяло поле c4 · бяла пешка на бяло поле b3 · бяла пешка на бяло поле d3 · бял кон на бяло поле f3 · бяла пешка на бяло поле a2 · бяла пешка на бяло поле c2 · бял кон на черно поле d2 · бяла пешка на черно поле f2 · бяла пешка на бяло поле g2 · бяла пешка на черно поле h2 · бял топ на черно поле a1 · бял офицер на черно поле c1 · бяла дама на бяло поле d1 · бял топ на черно поле e1 · бял цар на черно поле g1 | черен топ на бяло поле a8 · черен кон на черно поле b8 · черен офицер на бяло поле c8 · черна дама на черно поле d8 · черен топ на черно поле f8 · черен цар на бяло поле g8 · черна пешка на черно поле a7 · черна пешка на бяло поле b7 · черна пешка на бяло поле f7 · черна пешка на черно поле g7 · черна пешка на бяло поле h7 · черен офицер на черно поле d6 · черна пешка на бяло поле e6 · черна пешка на черно поле c5 · черен кон на бяло поле d5 · бял офицер на бяло поле c4 · бяла пешка на бяло поле b3 · бяла пешка на бяло поле d3 · бял кон на бяло поле f3 · бяла пешка на бяло поле a2 · бяла пешка на бяло поле c2 · бял кон на черно поле d2 · бяла пешка на черно поле f2 · бяла пешка на бяло поле g2 · бяла пешка на черно поле h2 · бял топ на черно поле a1 · бял офицер на черно поле c1 · бяла дама на бяло поле d1 · бял топ на черно поле e1 · бял цар на черно поле g1 | черен топ на бяло поле a8 · черен кон на черно поле b8 · черен офицер на бяло поле c8 · черна дама на черно поле d8 · черен топ на черно поле f8 · черен цар на бяло поле g8 · черна пешка на черно поле a7 · черна пешка на бяло поле b7 · черна пешка на бяло поле f7 · черна пешка на черно поле g7 · черна пешка на бяло поле h7 · черен офицер на черно поле d6 · черна пешка на бяло поле e6 · черна пешка на черно поле c5 · черен кон на бяло поле d5 · бял офицер на бяло поле c4 · бяла пешка на бяло поле b3 · бяла пешка на бяло поле d3 · бял кон на бяло поле f3 · бяла пешка на бяло поле a2 · бяла пешка на бяло поле c2 · бял кон на черно поле d2 · бяла пешка на черно поле f2 · бяла пешка на бяло поле g2 · бяла пешка на черно поле h2 · бял топ на черно поле a1 · бял офицер на черно поле c1 · бяла дама на бяло поле d1 · бял топ на черно поле e1 · бял цар на черно поле g1 | черен топ на бяло поле a8 · черен кон на черно поле b8 · черен офицер на бяло поле c8 · черна дама на черно поле d8 · черен топ на черно поле f8 · черен цар на бяло поле g8 · черна пешка на черно поле a7 · черна пешка на бяло поле b7 · черна пешка на бяло поле f7 · черна пешка на черно поле g7 · черна пешка на бяло поле h7 · черен офицер на черно поле d6 · черна пешка на бяло поле e6 · черна пешка на черно поле c5 · черен кон на бяло поле d5 · бял офицер на бяло поле c4 · бяла пешка на бяло поле b3 · бяла пешка на бяло поле d3 · бял кон на бяло поле f3 · бяла пешка на бяло поле a2 · бяла пешка на бяло поле c2 · бял кон на черно поле d2 · бяла пешка на черно поле f2 · бяла пешка на бяло поле g2 · бяла пешка на черно поле h2 · бял топ на черно поле a1 · бял офицер на черно поле c1 · бяла дама на бяло поле d1 · бял топ на черно поле e1 · бял цар на черно поле g1 | черен топ на бяло поле a8 · черен кон на черно поле b8 · черен офицер на бяло поле c8 · черна дама на черно поле d8 · черен топ на черно поле f8 · черен цар на бяло поле g8 · черна пешка на черно поле a7 · черна пешка на бяло поле b7 · черна пешка на бяло поле f7 · черна пешка на черно поле g7 · черна пешка на бяло поле h7 · черен офицер на черно поле d6 · черна пешка на бяло поле e6 · черна пешка на черно поле c5 · черен кон на бяло поле d5 · бял офицер на бяло поле c4 · бяла пешка на бяло поле b3 · бяла пешка на бяло поле d3 · бял кон на бяло поле f3 · бяла пешка на бяло поле a2 · бяла пешка на бяло поле c2 · бял кон на черно поле d2 · бяла пешка на черно поле f2 · бяла пешка на бяло поле g2 · бяла пешка на черно поле h2 · бял топ на черно поле a1 · бял офицер на черно поле c1 · бяла дама на бяло поле d1 · бял топ на черно поле e1 · бял цар на черно поле g1 | черен топ на бяло поле a8 · черен кон на черно поле b8 · черен офицер на бяло поле c8 · черна дама на черно поле d8 · черен топ на черно поле f8 · черен цар на бяло поле g8 · черна пешка на черно поле a7 · черна пешка на бяло поле b7 · черна пешка на бяло поле f7 · черна пешка на черно поле g7 · черна пешка на бяло поле h7 · черен офицер на черно поле d6 · черна пешка на бяло поле e6 · черна пешка на черно поле c5 · черен кон на бяло поле d5 · бял офицер на бяло поле c4 · бяла пешка на бяло поле b3 · бяла пешка на бяло поле d3 · бял кон на бяло поле f3 · бяла пешка на бяло поле a2 · бяла пешка на бяло поле c2 · бял кон на черно поле d2 · бяла пешка на черно поле f2 · бяла пешка на бяло поле g2 · бяла пешка на черно поле h2 · бял топ на черно поле a1 · бял офицер на черно поле c1 · бяла дама на бяло поле d1 · бял топ на черно поле e1 · бял цар на черно поле g1 | черен топ на бяло поле a8 · черен кон на черно поле b8 · черен офицер на бяло поле c8 · черна дама на черно поле d8 · черен топ на черно поле f8 · черен цар на бяло поле g8 · черна пешка на черно поле a7 · черна пешка на бяло поле b7 · черна пешка на бяло поле f7 · черна пешка на черно поле g7 · черна пешка на бяло поле h7 · черен офицер на черно поле d6 · черна пешка на бяло поле e6 · черна пешка на черно поле c5 · черен кон на бяло поле d5 · бял офицер на бяло поле c4 · бяла пешка на бяло поле b3 · бяла пешка на бяло поле d3 · бял кон на бяло поле f3 · бяла пешка на бяло поле a2 · бяла пешка на бяло поле c2 · бял кон на черно поле d2 · бяла пешка на черно поле f2 · бяла пешка на бяло поле g2 · бяла пешка на черно поле h2 · бял топ на черно поле a1 · бял офицер на черно поле c1 · бяла дама на бяло поле d1 · бял топ на черно поле e1 · бял цар на черно поле g1 | черен топ на бяло поле a8 · черен кон на черно поле b8 · черен офицер на бяло поле c8 · черна дама на черно поле d8 · черен топ на черно поле f8 · черен цар на бяло поле g8 · черна пешка на черно поле a7 · черна пешка на бяло поле b7 · черна пешка на бяло поле f7 · черна пешка на черно поле g7 · черна пешка на бяло поле h7 · черен офицер на черно поле d6 · черна пешка на бяло поле e6 · черна пешка на черно поле c5 · черен кон на бяло поле d5 · бял офицер на бяло поле c4 · бяла пешка на бяло поле b3 · бяла пешка на бяло поле d3 · бял кон на бяло поле f3 · бяла пешка на бяло поле a2 · бяла пешка на бяло поле c2 · бял кон на черно поле d2 · бяла пешка на черно поле f2 · бяла пешка на бяло поле g2 · бяла пешка на черно поле h2 · бял топ на черно поле a1 · бял офицер на черно поле c1 · бяла дама на бяло поле d1 · бял топ на черно поле e1 · бял цар на черно поле g1 | 1 |
|   | a | b | c | d | e | f | g | h |   |

На диаграма 2 поради стесненото разположение на бялата дама тя попада в капан след очевидното нападение 
9... Кс3.